# 2019冠状病毒病河南省疫情
| 地区                                                      | 现存确诊 | 累计确诊 | 死亡 | 治愈 |
| 河南省                                                    | 517      | 9,419    | 22   | 1608 |
| --------------------------------------------------------- | -------- | -------- | ---- | ---- |
| 郑州市                                                    | 12       | 6,205    | 5    | 483  |
| 许昌市                                                    | 275      | 315      | 1    | 39   |
| 信阳市                                                    | 2        | 276      | 2    | 272  |
| 南阳市                                                    | 0        | 156      | 3    | 153  |
| 驻马店市                                                  | 0        | 143      | 0    | 143  |
| 安阳市                                                    | 85       | 582      | 0    | 54   |
| 商丘市                                                    | 2        | 116      | 3    | 104  |
| 周口市                                                    | 24       | 184      | 1    | 76   |
| 平顶山市                                                  | 0        | 58       | 1    | 57   |
| 新乡市                                                    | 0        | 57       | 3    | 54   |
| 洛阳市                                                    | 10       | 41       | 1    | 30   |
| 漯河市                                                    | 0        | 36       | 0    | 36   |
| 开封市                                                    | 0        | 33       | 0    | 33   |
| 焦作市                                                    | 0        | 32       | 1    | 31   |
| 鹤壁市                                                    | 0        | 19       | 0    | 19   |
| 濮阳市                                                    | 0        | 17       | 0    | 17   |
| 三门峡市                                                  | 0        | 7        | 1    | 6    |
| 济源市                                                    | 0        | 5        | 0    | 5    |
| 境外输入人员                                              | 14       | 139      | 0    | 125  |
| 截至2022年1月11日（確診個案數據包含已痊癒病例和死亡病例） |          |          |      |      |

2019冠状病毒病河南省疫情，介绍2019冠状病毒病疫情中，中华人民共和国河南省发生的情况。截至2022年1月15日24时，河南省累计报告确诊病例2402例（本土2263例、境外输入139例），现有住院病例771例（本土758例、境外输入13例）。

## 时间轴

### 2020年1月
2020年1月21日，通報出现1例確診病例。66歲男性，周口太康人，武漢工作，12月29日出現症狀，1月7日返回周口就診，10日轉至鄭州，20日隔離，21日確診。
1月22日，通報新增4例確診病例。截至1月22日18时，累计確診病例5例（郑州市2例、洛阳市1例、三门峡市1例、巩义市1例）。所有病例均有武汉居住史，目前均在定点医疗机构接受隔离治疗。
1月24日，河南省卫健委通报，1月23日新增确诊病例4例，周口市、信阳市、郑州市、巩义市各1例，其中周口市、信阳市为报告首例确诊病例。
1月25日，河南省卫健委通报，1月24日新增确诊病例23例，其中平顶山市1例、新乡市1例、南阳市8例、驻马店市2例、固始县1例、郑州市3例、周口市3例、信阳市4例，而平顶山市、新乡市、南阳市、驻马店市、固始县为报告首例确诊病例。
1月26日，河南省卫健委通报，1月25日新增确诊病例51例，其中安阳市3例、漯河市3例、郑州市12例、平顶山市1例、新乡市2例、三门峡市1例、周口市1例、驻马店市5例、南阳市7例、信阳市16例。
1月27日，河南省卫健委通报，1月26日新增确诊病例45例，其中开封市1例、鹤壁市2例、许昌市1例、商丘市6例、郑州市9例、洛阳市1例、平顶山市3例、安阳市4例、新乡市1例、漯河市3例、三门峡市1例、南阳市4例、信阳市1例、驻马店市2例、周口市6例（开封市、鹤壁市、许昌市、商丘市为报告首例确诊病例）。
1月28日，河南省卫健委通报，1月27日新增确诊病例40例，新增重症病例11例、危重2例。其中焦作市2例（首次报告）、郑州市8例、开封市1例、安阳市4例、新乡市2例、许昌市1例、漯河市3例、南阳市7例、商丘市1例、周口市4例、信阳市6例、驻马店市1例。同日，郑州市发布紧急通告，共有23名感染新型冠狀病毒的患者搭乘23趟列车在河南省境内下车。
1月29日，河南省卫健委通报，1月28日新增确诊病例38例，新增重症病例4例、死亡1例、治愈1例。其中濮阳市为报告首例确诊病例，确诊1例。其他地市新增确诊病例中，郑州市3例、开封市1例、安阳市3例、鹤壁市3例、新乡市1例、三门峡市1例、南阳市5例、商丘市7例、周口市4例、信阳市3例、驻马店市6例。
1月30日，河南省卫健委通报，1月29日新增确诊病例72例，新增重症病例4例、治愈1例。新增确诊病例中，郑州市6例、开封市1例、平顶山市3例、安阳市2例、鹤壁市1例、新乡市4例、许昌市1例、漯河市2例、三门峡市1例、南阳市20例、商丘市4例、周口市6例、信阳市10例、驻马店市9例、滑县1例、长垣市1例。
1月31日，河南省卫健委通报，1月30日新增确诊病例74例，新增危重1例、治愈1例。新增确诊病例中，郑州市4例、开封市2例、洛阳市1例、平顶山市2例、安阳市4例、新乡市4例、濮阳市2例、许昌市5例、漯河市2例、三门峡市1例、南阳市10例、商丘市9例、信阳市7例、周口市11例、驻马店市5例、长垣市1例、永城市4例。

### 2020年2月
2月1日，河南省卫健委通报，1月31日新增确诊病例70例。新增确诊病例中，郑州市6例、开封市2例、洛阳市2例、平顶山市1例、安阳市4例、新乡市6例、许昌市4例、漯河市1例、三门峡市1例、南阳市5例、商丘市2例、信阳市21例、周口市2例、驻马店市10例、永城市3例。
2月2日，河南省卫健委通报，2月1日新增确诊病例71例，新增出院病例1例。新增确诊病例中，郑州市9例、开封市3例、洛阳市2例、焦作市5例、平顶山市3例、鹤壁市2例、许昌市1例、漯河市2例、南阳市9例、商丘市7例、信阳市18例、周口市2例、驻马店市6例、永城市1例、邓州市1例。
2月3日，河南省卫健委通报，2月2日新增确诊病例73例，新增出院病例10例。新增确诊病例中，郑州市7例、平顶山市5例（含汝州市1例）、安阳市4例、新乡市4例、焦作市1例、许昌市2例、漯河市4例、南阳市8例（含邓州市1例）、商丘市6例（含永城市1例）、信阳市11例、周口市7例（含鹿邑县1例）、驻马店市12例、济源示范区2例。
2月4日，河南省卫健委通报，2月3日新增确诊病例109例，新增出院病例6例。新增确诊病例中，郑州市13例、开封市1例、洛阳市5例、平顶山市9例、安阳市4例、鹤壁市2例、新乡市6例（含长垣市1例）、焦作市4例、濮阳市1例、许昌市4例、漯河市3例、南阳市15例、商丘市10例、信阳市13例（含固始县2例）、周口市5例、驻马店市14例（含新蔡县2例）。
2月5日，河南省卫健委通报，2月4日0-24时新增确诊病例89例，新增出院病例21例。新增确诊病例中，郑州市7例、开封市5例、洛阳市5例、平顶山市6例、安阳市2例、新乡市6例、焦作市3例、许昌市5例、漯河市1例、南阳市8例、商丘市1例、信阳市26例（含固始县1例）、周口市4例（含鹿邑县1例）、驻马店市10例。
2月6日，河南省卫健委通报，2月5日0-24时新增确诊病例87例，新增出院病例13例。新增确诊病例中，郑州市10例、开封市1例、洛阳市4例、平顶山市7例、安阳市2例、新乡市2例（含长垣市1例）、焦作市2例、濮阳市1例、许昌市2例、漯河市2例、南阳市4例、商丘市4例、信阳市26例（含固始县2例）、周口市3例、驻马店市16例（含新蔡县1例）、济源示范区1例。
2月7日，河南省卫健委通报，2月6日0-24时，河南省新增新型冠状病毒感染的肺炎确诊病例63例,新增出院病例14例，新增死亡病例1例。新增确诊病例中，郑州市10例、开封市2例（含兰考县1例）、洛阳市3例、平顶山市5例、安阳市3例、鹤壁市1例、焦作市1例、许昌市2例、南阳市7例（含邓州市1例）、商丘市7例（含永城市1例）、信阳市12例（含固始县3例）、周口市1例、驻马店市8例（含新蔡县1例）、济源示范区1例。
2月8日，河南省卫健委通报，2月7日0-24时，河南省新增新型冠状病毒感染的肺炎确诊病例67例,新增出院病例29例，新增死亡病例1例。新增确诊病例中，信阳市16例（含固始县1例）、南阳市10例（含邓州市1例）、郑州市8例、驻马店市7例（含新蔡县1例）、商丘市4例（含永城市3例）、漯河市3例、安阳市3例（含滑县1例）、平顶山市2例、鹤壁市2例、焦作市2例、许昌市2例、周口市2例、濮阳市2例、新乡市2例、开封市1例、洛阳市1例。
2月9日，河南省卫健委通报，2月8日0-24时，河南省新增新型冠状病毒肺炎确诊病例53例,新增出院病例34例，新增死亡病例2例。新增确诊病例中，信阳市13例、商丘市7例（含永城市2例）、郑州市6例、南阳市5例、鹤壁市4例、焦作市4例、开封市3例、驻马店市3例、平顶山市2例、濮阳市2例、安阳市1例、许昌市1例、漯河市1例、新乡市1例（含长垣市1例）。
2月10日，河南省卫健委通报，2月9日0-24时，河南省新增新型冠状病毒肺炎确诊病例40例,新增出院病例38例。新增确诊病例中，信阳市15例（含固始县5例）、驻马店市7例、郑州市4例、周口市3例、平顶山市2例、洛阳市2例、新乡市2例（含长垣市1例）、濮阳市1例、安阳市1例、商丘市1例、南阳市1例、焦作市1例。
2月11日，河南省卫健委通报，2月10日0-24时，河南省新增新型冠状病毒肺炎确诊病例32例,新增出院病例29例，新增死亡病例1例。新增确诊病例中，信阳市8例（含固始县4例）、驻马店市3例、商丘市3例、焦作市3例、南阳市2例、郑州市2例、平顶山市2例、新乡市2例（含长垣市1例）、安阳市1例、许昌市1例、漯河市1例、洛阳市1例、开封市1例、鹤壁市1例、濮阳市1例。
2月12日，河南省卫健委通报，2月11日0-24时，河南省新增新型冠状病毒肺炎确诊病例30例,新增出院病例33例，新增死亡病例1例。新增确诊病例中，郑州市5例（含巩义市1例）、新乡市5例（含长垣市5例）、安阳市3例、信阳市3例（含固始县2例）、驻马店市2例、南阳市2例、漯河市2例、濮阳市2例、许昌市2例、平顶山市1例、洛阳市1例、鹤壁市1例、周口市1例。
2月13日，河南省卫健委通报，2月12日0-24时，河南省新增新型冠状病毒肺炎确诊病例34例,新增出院病例27例，新增死亡病例2例。新增确诊病例中，信阳市9例（含固始县1例）、南阳市7例、驻马店市6例、郑州市4例、周口市2例（含鹿邑县1例）、洛阳市1例、平顶山市1例、安阳市1例、新乡市1例、焦作市1例、商丘市1例。
2月14日，河南省卫健委通报，2月13日0-24时，河南省新增新型冠状病毒肺炎确诊病例15例,新增出院病例55例，新增死亡病例1例。新增确诊病例中，信阳市3例、驻马店市3例、许昌市3例、南阳市1例、郑州市1例、周口市1例、平顶山市1例、新乡市1例、商丘市1例。

### 2020年3月
3月28日，漯河市新增本地确诊病例1例，患者为56岁女性。

### 2020年4月
4月13日，河南省最后一个确诊患者出院，至此，河南省已无住院病例。

### 2020年9月
9月12日，河南省新增境外输入确诊病例1例。9月16日再新增1例。
9月19日，河南省新增境外输入确诊病例1例。
9月22日，河南省新增境外输入确诊病例1例。
9月29日，河南省新增确诊病例1例（为28日境外输入的1例无症状感染者转为确诊）。

### 2020年10月
10月20日，河南省新增新冠肺炎确诊病例2例（均为境外输入）。
10月27日，河南省新增新冠肺炎确诊病例1例（为境外输入）。

### 2020年11月
11月4日，河南省新增新冠肺炎确诊病例2例（为境外输入）。
11月12日，河南省新增新冠肺炎确诊病例1例（境外输入）。
11月14日，河南省新增新冠肺炎确诊病例1例（为输入性无症状感染者转确诊）。
11月23日，河南省新增新冠肺炎确诊病例1例（为境外输入性无症状感染者转确诊）。

### 2020年12月
12月1日，河南省新增新冠肺炎确诊病例1例（为境外输入）。
12月3日，河南省新增新冠肺炎确诊病例2例（为境外输入）。
12月4日，河南省新增新冠肺炎确诊病例3例（为境外输入）。
12月17日，河南省新增新冠肺炎确诊病例1例（为境外输入的无症状感染者转确诊）。
12月19日，河南省新增新冠肺炎确诊1例（为境外输入无症状感染者转确诊）。
12月23日，河南省新增新冠肺炎确诊病例1例（为输入性无症状感染者转确诊）。
12月28日，河南省新增新冠肺炎确诊病例1例（为输入性无症状感染者转确诊）。

### 2021年1月
1月4日，河南省新增新冠肺炎确诊病例1例（为输入性无症状感染者转确诊）。
1月7日，河南省新增新冠肺炎确诊病例1例（为输入性无症状感染者转确诊）。
1月11日，河南省新增1例新冠肺炎确诊病例（为境外输入无症状感染者转确诊病例）。
1月13日，河南省新增确诊病例1例（为境外输入）。

### 2021年2月
2月14日，河南省新增1例确诊病例（境外输入）。

### 2021年3月
3月1日，河南省新增确诊病例1例（境外输入）。
3月7日，河南省新增确诊病例2例（均为境外输入，其中1例为无症状感染者转确诊）。
3月9日，河南省新增确诊病例1例（为境外输入）。
3月11日，河南省报告新冠肺炎确诊病例1例（境外输入）。
3月30日，河南省新增确诊病例1例（为境外输入）。

### 2021年4月
4月17日，河南省新增确诊病例1例（为无症状感染者转确诊）。

### 2021年5月
5月1日，义煤集团总医院新冠病毒核酸检测发现一例境外输入的确诊新冠肺炎治愈复阳的无症状感染者。
5月15日，河南省新增确诊病例1例（为境外输入）。
5月20日，河南省新增确诊病例1例（为境外输入）。
5月30日，河南省新增新冠肺炎确诊病例1例（为境外输入）。

### 2021年6月
6月6日，河南省新增确诊病例1例（为境外输入）。
6月20日，河南省新增确诊病例1例（为输入性无症状转确诊）。

### 2021年7月
7月6日，河南省新增确诊病例1例（为境外输入）。
7月7日，河南省新增确诊病例2例（均为境外输入）。
7月11日，河南省新增1例确诊病例（为无症状感染者转确诊）。
7月12日，河南省新增确诊病例3例（均为境外输入，其中无症状感染者转确诊病例2例、当日报告确诊1例）。
7月15日，河南省新增确诊病例1例（为境外输入）。
7月18日，河南省新增确诊病例1例（为境外输入）。
截至7月27日24时，河南省累计报告本地确诊病例1273例，其中死亡病例22例，出院病例1251例。累计报告境外输入确诊病例57例，41例出院，16例在院治疗。
7月28日，河南省新增确诊病例1例（为境外输入）。
7月30日17时，郑州市二七区在例行检查中发现1例核酸初筛阳性，后经市疾控中心复核，认定为无症状感染者。此感染者发现后，郑州市对部分区域实施封闭区管理、封控区管理和防控区管理。翌日，郑州市新冠肺炎疫情防控领导小组办公室发布通告，要求市民非必要不离郑，确需离郑的，需持有48小时内核酸检测阴性证明；全市将迅速开展全员核酸检测；郑州市第六人民医院实行闭环管理，停止诊疗工作。郑州市二七区京广路街道春晖社区疫情风险等级调整为高风险地区，二七区京广路街道广兴洁云花园小区、二七区长江路街道海豫花园小区、二七区长江路街道张魏寨中街36号院疫情风险等级调整为中风险地区。中共郑州市委决定免去付桂荣的郑州市卫健委党组书记、主任职务，责令郑州市卫健委党组对郑州市第六人民医院领导班子作出调整。郑州市卫健委决定免去马淑焕郑州市第六人民医院党委书记职务。
7月31日，郑州新增4例确诊病例和1例无症状感染者。截至7月31日18时，郑州发现11例新冠肺炎确诊病例，16例无症状感染者。当日，河南省新增确诊病例13例，其中境外输入病例1例，本土病例12例（郑州12例）；新增本土无症状感染者20例（郑州20例）。同日下午，河南省委召开新冠肺炎疫情防控工作专题会议，强调人员非必要不能离郑出省。郑州市疾控中心主任王松强表示，郑州市第六人民医院是境外输入定点收治医院，7月30日报告本土病例，随后报告病例数不断增加。此次疫情主要发生在医院内部，涉及人群包括保洁人员、医务人员，呈现局部散播状态。此次疫情发生，既有暴雨给院感控制方面带来的不利影响，也暴露出少数医院在落实院感控制方面存在一定的漏洞。

### 2021年8月
8月1日，商丘市新增1例确诊病例，该病例曾在郑州市六院陪护家属，现已转入省级定点医疗机构救治。自2021年8月1日起，商丘市3地疫情风险等级被调整为中风险地区。河南省疾控中心展开病毒测序，并于近期境外输入病例毒株进行比对分析，从目前结果来看，郑州市本土疫情主要是由德尔塔毒株引起，经基因测序，最初2名感染者与缅甸入境并在市六院进行治疗的确诊患者的毒株高度同源，均为德尔塔变异毒株。当日河南省新增确诊病例3例，其中境外输入病例2例，本土病例1例（商丘市1例）；新增本土无症状感染者28例（郑州市27例、驻马店市1例）。
8月2日，河南省新增本土确诊病例2例（郑州市1例、商丘市1例）；新增本土无症状感染者15例（郑州市15例）。
8月3日，河南省新增确诊病例3例，其中境外输入无症状感染者转确诊1例，本土确诊病例2例（郑州市2例）；新增本土无症状感染者9例（郑州市7例、开封市1例、驻马店市1例）。
8月4日，郑州市召开疫情防控新闻发布会。会上通报，郑州自7月30日发现首例无症状感染者以来，至当日下午6时累计感染101人，其中确诊16人，无症状感染85人。当日河南省新增本土确诊病例3例（郑州市3例）；新增本土无症状感染者22例（郑州市21例、驻马店市1例）。
8月5日，河南省新增本土确诊病例1例（许昌市1例）；新增无症状感染者11例，其中境外输入无症状感染者3例，本土无症状感染者8例（郑州市7例、安阳市1例）。
8月6日，河南省新增本土确诊病例4例（开封市4例）；新增无症状感染者5例，其中境外输入无症状感染者1例，本土无症状感染者4例（郑州市4例）。
8月7日，河南省新增本土确诊病例3例（郑州市3例），无症状感染者转确诊病例21例（郑州市20例、驻马店市1例）；新增本土无症状感染者2例（郑州市2例）。
8月8日晚，郑州市举行疫情防控新闻发布会。截至8月8日18时，郑州市新增本土确诊病例1例，原无症状转确诊40例，新增无症状感染者1例。当日开封市新增本土确诊病例1例。
8月9日，河南省无症状感染者转确诊病例37例（郑州市35例，驻马店市1例，开封市1例）；新增本土无症状感染者2例（郑州市1例，驻马店市1例）。
8月10日，河南省新增本土确诊病例1例（郑州市1例），无症状感染者转确诊病例6例（郑州市5例，驻马店市1例）；新增本土无症状感染者2例（郑州市1例，开封市1例）。
8月11日，河南省新增本土确诊病例3例（郑州市3例）。
8月12日，河南省新增本土确诊病例2例（郑州市2例）；新增无症状感染者转确诊病例29例，其中本土无症状感染者转确诊病例12例（郑州市9例，驻马店市1例，开封市1例，安阳市1例），境外输入无症状感染者转确诊病例17例；新增无症状感染者7例，其中本土无症状感染者2例（郑州市2例），境外无症状感染者5例；新增疑似病例1例（驻马店市1例）。
8月13日，河南省新增本土确诊病例2例（商丘市2例）；新增本土无症状感染者转确诊病例2例（郑州市2例）。
8月14日，河南省新增本土确诊病例5例（商丘市5例）；新增无症状感染者8例，其中境外输入无症状感染者1例，本土新增无症状感染者7例（郑州市1例、商丘市6例）。
8月15日，商丘市新确诊病例尹某及其家人没有在第一时间及时、真实报告其实际行程，致使疫情防控措施没能及时跟进，导致商丘市疫情出现反弹，商丘市有关部门已展开调查。当日，河南省新增本土无症状感染者转确诊病例6例。
8月16日，商丘市虞城县疫情防控指挥部常务副总指挥陈富磊等8名相关人员被处理。
8月18日，河南省新增境外输入无症状感染者转确诊病例1例。
8月19日，河南省新增境外输入性确诊病例1例，无症状感染者3例（境外输入3例），境外输入无症状感染者转确诊病例1例。
8月21日，河南省新增境外输入性确诊病例1例。
8月22日，河南省新增境外输入性确诊病例1例。
8月23日，河南省新增本土确诊病例1例（商丘市1例）。
8月24日，河南省新增境外输入无症状感染者转确诊1例。
8月26日，河南省新增境外输入性确诊病例2例，新增境外输入无症状感染者4例。
8月27日，河南省新增无症状感染者转确诊病例1例（境外输入）。
8月28日12时起，郑州市二七区京广路街道由中风险地区调整为低风险地区，全市中高风险地区清零，封闭、封控区域全部解除，全市离郑“个人核酸证明查验服务点”撤除。开封市自当日起全域均为低风险。

### 2021年9月
9月2日，河南省新增境外输入性确诊病例1例，无症状感染者转确诊1例（境外输入）。
9月3日，河南省新增境外输入性无症状感染者转确诊病例1例。
9月4日，郑州市对9名公职人员严肃追责问责，郑州市人民政府副市长孙晓红、郑州市卫生健康委员会党组书记、主任付桂荣被免职。
9月5日，河南省新增境外输入无症状感染者转确诊病例1例。
9月10日，河南省新增境外输入性确诊病例1例，2例境外输入性无症状感染者转确诊病例。
9月11日，河南省新增境外输入性确诊病例1例。
9月14日，河南省新增境外输入性确诊病例1例。
9月16日，河南省新增境外输入性确诊病例1例，境外输入无症状感染者转确诊病例1例。
9月25日，河南省新增境外输入确诊病例1例。

### 2021年10月
10月1日，河南省新增境外输入无症状感染者转确诊病例2例。
10月7日，河南省新增无症状感染者转确诊病例1例（为境外输入）。
10月9日，河南省新增境外输入性确诊病例1例。
10月13日，河南省新增境外输入无症状感染者3例、境外输入无症状感染者转确诊1例。
10月14日，河南省新增境外输入性确诊病例2例、境外输入无症状感染者9例。
10月15日，河南省新增境外输入无症状感染者转确诊3例。
10月19日，河南省新增境外输入无症状感染者转确诊病例1例。
10月20日，河南省新增境外输入无症状感染者转确诊病例1例，新增境外输入无症状感染者3例。
10月21日，河南省新增境外输入无症状感染者转确诊病例1例。
10月25日，河南省新增境外输入无症状感染者转确诊病例2例。
10月27日，河南省新增境外输入确诊病例3例。
10月30日，河南省新增境外输入无症状感染者转确诊病例1例。

### 2021年11月
11月2日，郑州市初筛发现3例核酸阳性人员。截至11月3日9时，诊断1例为确诊病例，2例为无症状感染者。当日河南省新增本土确诊病例3例（郑州2例，周口1例），新增本土无症状感染者6例（郑州6例）。
11月4日，河南省新增本土确诊病例1例（郑州市1例），无症状感染者转确诊病例4例（郑州市4例），新增本土无症状感染者9例（郑州市9例）。
11月5日，河南省新增确诊病例3例（系无症状感染者转确诊病例，郑州市3例），新增本土无症状感染者7例（郑州市7例）。
11月6日，河南省新增本土确诊病例3例（郑州市2例，含无症状感染者转确诊病例1例；周口市1例），新增本土无症状感染者3例（郑州市2例，周口市1例）；新增境外输入确诊病例1例。
11月7日，河南省新增本土确诊病例18例（郑州市16例，含无症状感染者转确诊病例13例；周口市2例，含无症状感染者转确诊病例1例），新增本土无症状感染者7例（郑州市7例）。
11月8日，河南省新增新冠肺炎本土确诊病例2例（郑州市2例，均为无症状感染者转确诊病例），新增本土无症状感染者8例（郑州市3例，周口市5例）。
11月9日，河南省新增本土确诊病例8例（郑州市7例，含无症状感染者转确诊病例6例；周口市1例），新增本土无症状感染者5例（郑州市1例，周口市4例），新增境外输入确诊病例1例（为无症状感染者转确诊病例）。
11月10日，河南省新增本土确诊病例13例（郑州市8例，含无症状感染者转确诊病例4例；周口市5例，均为无症状感染者转确诊病例），新增本土无症状感染者5例（郑州市3例，周口市2例）。
11月11日，河南省新增本土确诊病例12例（郑州市6例，含无症状感染者转确诊病例5例；周口市6例，均为无症状感染者转确诊病例），新增本土无症状感染者1例（周口市1例）。
11月12日，河南省新增本土确诊病例1例（郑州市1例），新增本土无症状感染者1例（周口市1例）。
11月14日，河南省新增本土确诊病例3例（郑州市1例；周口市2例，均为无症状感染者转确诊病例）。
11月16日，河南省新增本土无症状感染者1例（郑州市1例）。
11月17日，河南省新增境外输入确诊病例1例。
11月18日，河南省新增确诊病例1例（郑州市1例，为无症状感染者转确诊病例）。
11月21日，河南省新增境外输入无症状感染者转确诊病例2例。
11月26日，河南省新增境外输入无症状感染者转确诊病例1例。

### 2021年12月
12月13日，河南省新增境外输入无症状感染者转确诊病例1例。
12月21日，河南沈丘县在核酸检测中发现4例阳性人员，属西安自驾返沈人员。之后2人被确诊，2人被确定为无症状感染者。22日，四人因涉嫌妨碍传染病防治罪，被公安机关立案侦查。
12月26日，河南省新增境外输入无症状转确诊1例。
12月31日，新安县发现4名无症状感染者。

### 2022年1月

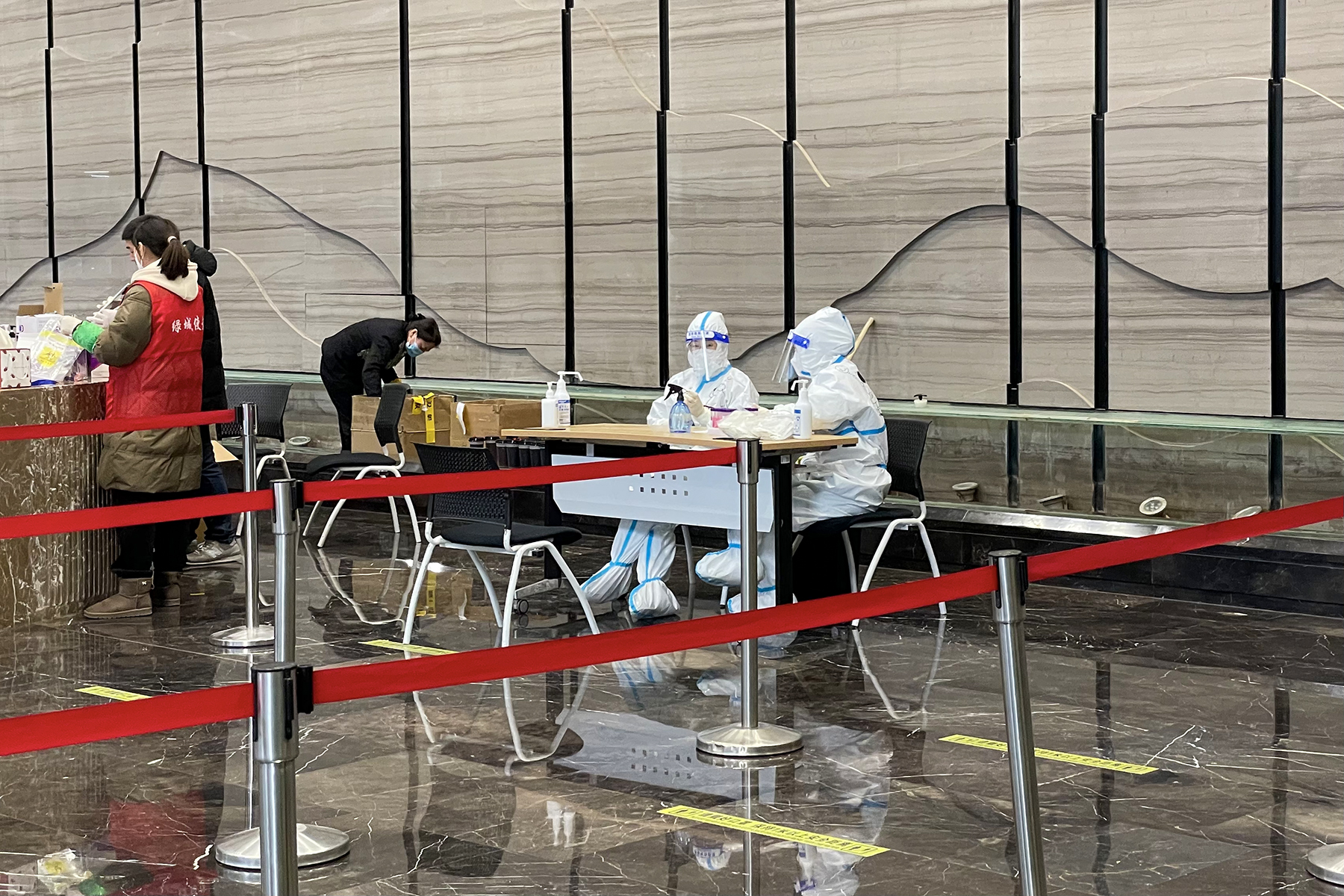
2022年1月，位于郑东新区建正东方中心的核酸检测点

1月1日，河南省新增无症状感染者转确诊病例1例(洛阳市1例)；新增无症状感染者5例，其中本土新增4例(洛阳4例)，境外输入1例。
1月2日，河南省新增境外输入确诊病例1例，新增境外输入无症状感染者转确诊病例1例；新增本土无症状感染者3例（洛阳市1例，许昌市2例）。当日，禹州市公交车、出租车、网约车、客运班线暂停营运；政务服务大厅、信访接待大厅、文博场馆、体育场馆、旅游景点暂停开放；KTV、棋牌室、网吧、洗浴中心等密闭式娱乐休闲场所暂停营业；餐饮机构暂停堂食；夜市摊点暂停经营；各类中小学校（包括学前教育机构）立即暂停线下教学活动；各类培训机构、集中学习场所立即暂停线下培训活动。禹州全域所有人员只进不出，中心城区（五办四镇）所有人员不进不出。
1月3日，河南省新增确诊病例6例，其中本土新增确诊5例（郑州市1例；洛阳市、许昌市各2例，均为无症状感染者转确诊），境外输入确诊病例1例；新增本土无症状感染者19例（郑州市1例，许昌市18例）。禹州全市所有居民居家隔离、足不出户；所有机动车辆不得上路行驶（持有市疫情防控指挥部通行证的车辆除外）；所有商超除保障日常生活物资供应之外，暂停其他经营活动；所有门店及外卖经营单位一律暂停营业。
1月4日，河南省新增本土确诊病例4例（郑州市1例，周口市1例；许昌市2例为无症状感染者转确诊）；新增本土无症状感染者18例（郑州市9例，许昌市8例，周口市1例）。许昌市防控办发布通告称，所有人员非必要不离开许昌，如因就医、特定公务等确需出入的，须持48小时内核酸检测阴性证明。当日郑州市举行的新闻发布会上发布消息称，从省内低风险地区入郑不需要提供48小时内核酸检测阴性证明。省外入郑人员需持有48小时内核酸检测阴性证明，无有效证明的，入郑后第一时间进行核酸检测，结果确定前居家隔离；结果正常的，还需配合社区（村）落实相应的疫情管控措施。
1月5日，河南省新增本土确诊64例（郑州市5例，洛阳市4例，许昌市50例，周口市3例，信阳市、商丘市各1例；含30例无症状感染者转确诊病例，其中郑州市3例，许昌市20例，洛阳市4例，周口市3例）；新增本土无症状感染者9例（郑州市8例，信阳市1例）；新增境外输入无症状感染者转确诊病例1例。郑州市防控办发布通告称，省外入郑车辆、省内中高风险地区所属地市入郑车辆司乘人员体温或健康码异常人员按疫情防控流程落实相应管控措施；省外中高风险地区所属地市入郑车辆、省内中高风险地区所属区县（市）入郑车辆司乘人员，须持有48小时内核酸检测阴性证明，无有效证明将劝返。市民群众非必要不离郑，确需离郑的，须持有48小时内核酸检测阴性证明。全市旅游景区暂停开放，旅行社及在线旅游企业立即暂停经营跨省团队旅游及“机票+酒店”业务。全市所有图书馆、文化馆、城市书房、基层文化服务中心等场所即日起关闭；全市所有人员密集、密闭型非生活必需的文体休闲娱乐场所暂停营业。封控区、管控区、防范区内餐饮场所禁止堂食，市内其他餐饮场所接待量不超过额定座位数50%。全市聚集性活动原则上一律停办。封控区、管控区、防范区内中小学、幼儿园暂停线下课。商丘市暂停棋牌室、网吧、KTV、酒吧、台球厅、博物馆、健身房等室内公共场所的运营活动；所有人员非必要不离开本市，如因就医、特定公务等确需出入的，须持48小时内核酸检测阴性证明。平顶山市从1月6日起暂停全市各类文化娱乐、体育休闲场所经营活动。
1月6日，河南省新增本土确诊病例56例（郑州市26例，洛阳市1例，许昌市28例，信阳市1例；含20例无症状感染者转确诊病例，其中郑州市15例，许昌市3例，洛阳市1例，信阳市1例）；新增境外输入无症状感染者转确诊病例2例。
1月7日，河南省新增本土确诊病例43例，新增本土无症状感染者1例；新增境外输入无症状感染者转确诊病例1例。
1月8日，郑州市新冠肺炎疫情防控指挥部办公室发布通告称，决定暂停全市中小学、幼儿园线下教学活动，餐饮场所暂停堂食。当日河南省新增本土确诊病例56例（郑州市11例,洛阳市2例，安阳市2例，滑县1例，许昌市39例，商丘市1例；其中3例无症状感染者转确诊病例，洛阳市2例，商丘市1例）；新增境外输入无症状感染者转确诊病例3例。
1月9日起，禹州市除已确定的高风险区域外，其他区域全部调整为中风险区域。当日河南省新增本土确诊病例60例（郑州市24例,安阳市15例，许昌市21例）；新增境外输入确诊病例1例。其中安陽市一例本土病例经基因排序，結果顯示是Omicron變異株BA.1分支，与天津市津南區現有本土疫情屬同一傳播鏈。
1月10日起，商丘市城区公交车暂停营运。当日河南省新增本土确诊病例87例（郑州市11例,安阳市2例，许昌市74例）。
1月11日，河南省新增本土确诊病例118例（郑州市12例,安阳市65例，许昌市41例）。当日信阳市发布通告，市民非必要不出市、不跨县、不聚集，暂停各种形式的走亲访友、公务出差，确需离市的需提供48小时内核酸检测阴性证明；市外来（返）信人员需提前3天向目的地村（社区）、单位报备，持48小时内核酸检测阴性证明；非生活必需的密闭性、聚集性场所暂停开放或营业。
1月12日，河南省新增本土确诊病例76例（郑州市3例,安阳市44例，许昌市28例，信阳市1例）。
1月13日，河南省新增本土确诊病例98例（郑州市4例,安阳市69例，许昌市25例）。
1月14日，河南省新增本土确诊病例52例（郑州市3例,安阳市37例，许昌市12例）。
1月15日，汤阴县開始執行锁门闭户措施。当日河南省新增本土确诊病例29例（郑州市7例,安阳市15例，许昌市7例）。
1月16日6时起，安陽全市实行足不出户、车不上路、店不經營。当日河南省新增本土确诊病例68例（郑州市1例,安阳市60例，许昌市7例）；新增境外输入确诊病例1例。
1月17日，河南省新增本土确诊病例102例（郑州市4例,安阳市94例，许昌市4例）。
1月18日，河南省新增本土确诊病例33例（郑州市1例,安阳市29例，许昌市3例）。
1月19日起，安阳市文峰区每晚七点后实行宵禁，电动车、行人严禁出小区上路，行人居家隔离，足不出户。当日河南省新增本土确诊病例24例（郑州市1例,安阳市19例，许昌市4例）。
1月20日，河南省新增本土确诊病例3例（安阳市3例）；新增境外输入无症状感染者1例；新增境外输入无症状感染者转确诊病例1例。
1月21日，河南省新增本土确诊病例4例（安阳市4例）。
1月22日，河南省新增本土确诊病例1例（安阳市1例）。
1月23日，河南省新增本土确诊病例1例（安阳市1例）。
1月24日，河南省新增本土确诊病例3例（安阳市3例）。
1月25日，河南省新增本土确诊病例1例（安阳市1例）。
1月26日，河南省新增本土确诊病例1例（安阳市1例），新增境外输入确诊病例2例。
1月27日，河南省新增境外输入无症状感染者3例。
1月28日，河南省新增本土确诊病例1例（安阳市1例），新增本土无症状感染者1例（三门峡市1例）。
1月29日，河南省新增本土确诊病例2例（安阳市1例，三门峡市1例为无症状感染者转确诊病例），新增本土无症状感染者1例（平顶山市1例），新增境外输入确诊病例2例。
1月30日，河南省新增本土无症状感染者转确诊病例1例（平顶山市1例）。
1月31日，河南省新增境外输入无症状感染者转确诊病例1例。

### 2022年2月
2月1日，河南省新增境外输入确诊病例1例。
2月2日，河南省新增境外输入性无症状感染者转确诊病例1例。
2月4日，河南省新增境外输入性无症状感染者转确诊病例2例。
2月5日，河南省新增境外输入性无症状感染者转确诊病例1例。
2月6日，河南省新增境外输入性确诊病例1例。
2月7日，河南省新增境外无症状感染者转确诊病例1例。
2月13日，河南省新增境外输入无症状感染者转确诊病例1例。
2月16日，河南省新增境外输入性无症状感染者转确诊病例1例。
2月27日，河南省新增境外输入性确诊病例2例。

### 2022年3月
3月1日，河南省新增境外输入性确诊病例1例，无症状感染者10例。
3月2日，河南省新增境外输入无症状感染者转确诊病例5例，无症状感染者3例。
3月3日，河南省新增境外输入确诊病例5例（新增病例3例、无症状感染者转确诊病例2例）。
3月4日，河南省新增境外输入确诊病例3例（新增病例1例、无症状感染者转确诊病例2例）。
3月5日，河南省新增确诊病例5例，其中新增境外输入无症状感染者转确诊病例4例，新增境外输入关联本土确诊病例1例（3月2日该病例进入隔离点陪护其境外入郑9个月大的孩子，进入隔离点前核酸检测为阴性，3月4日孩子报告为确诊病例，其进入隔离点后一直处于闭环管理状态）。
3月6日，河南省新增确诊病例5例（其中境外输入确诊病例2例，境外输入无症状感染者转确诊病例3例）。
3月9日，河南省新增确诊病例9例（其中本土确诊病例2例，均在濮阳市；境外输入确诊病例5例、境外输入无症状感染者转确诊病例2例），新增无症状感染者21例（其中本土2例，均在濮阳市；境外输入无症状感染者19例）。
3月10日，河南省新增确诊病例4例（其中本土无症状感染者转确诊病例1例，在濮阳市；境外输入确诊病例1例、境外输入无症状感染者转确诊病例2例），新增无症状感染者18例（其中本土1例，在濮阳市；境外输入无症状感染者17例）。
3月11日，河南省新增确诊病例5例（其中本土确诊病例1例，在濮阳市；境外输入无症状感染者转确诊病例4例）。
3月12日，河南省新增确诊病例1例（为本土无症状感染者转确诊病例，在濮阳市）。
3月13日，河南省新增确诊病例1例（系境外输入无症状感染者转确诊病例）。
3月14日，河南省新增本土确诊病例1例（在永城市）。
3月15日，河南省新增境外输入无症状感染者转确诊病例2例。
3月17日，河南省新增本土确诊病例1例（在洛阳市）。
3月18日，河南省新增本土确诊病例1例（在焦作市），新增本土无症状感染者4例（在焦作市）。
3月19日，河南省新增确诊病例3例（境外输入无症状感染者转确诊病例1例；本土确诊2例，郑州市、信阳市各1例）。
3月20日，河南省新增本土确诊病例1例（焦作市1例），新增无症状感染者12例（境外输入3例；本土9例，均在焦作）。
3月21日，河南省新增本土确诊病例7例（确诊2例，其中开封市、焦作市各1例；无症状感染者转确诊5例，均在焦作市），新增本土无症状感染者4例（焦作市4例）。
3月22日，河南省新增确诊病例12例（本土6例，其中周口市4例、郑州市1例、开封市1例；境外输入6例），新增无症状感染者26例（本土5例，其中焦作市4例、周口市1例；境外输入21例）。
3月23日，河南省新增本土确诊病例10例（确诊病例6例，其中周口市5例、开封市1例；无症状感染者转确诊病例4例，其中焦作市4例），新增无症状感染者19例（本土5例，其中焦作市3例、洛阳市1例、周口市1例；境外输入14例）。
3月24日，河南省新增本土确诊病例10例（新增确诊病例9例，其中周口市4例、漯河市3例、焦作市1例、开封市1例；新增无症状感染者转确诊病例1例，焦作市1例），新增无症状感染者16例（本土12例，其中周口市5例、焦作市5例、安阳市1例、漯河市1例；境外输入4例）。
3月25日，河南省新增本土确诊病例3例（其中周口市2例、漯河市1例），新增无症状感染者13例（本土10例，其中焦作市4例、漯河市3例、周口市2例、郑州市1例；境外输入3例）。
3月26日，河南省新增本土确诊病例14例（其中周口市13例、洛阳市1例），新增无症状感染者12例（本土10例，其中焦作市5例、周口市3例、郑州市2例；境外输入2例）。
3月27日，河南省新增确诊病例10例（本土新增确诊9例，其中周口市8例、漯河市1例；境外输入无症状感染者转确诊病例1例），新增无症状感染者11例（本土5例，其中漯河市3例、周口市1例、南阳市1例；境外输入6例）。
3月28日，河南省新增本土确诊病例3例（周口市2例、郑州市1例），新增无症状感染者11例（本土8例，其中焦作市3例、周口市2例、郑州市1例、漯河市1例、驻马店市1例；境外输入3例）。
3月29日，河南省新增本土确诊病例26例（周口市26例），新增无症状感染者11例（本土10例，其中漯河市4例、郑州市2例、周口市1例、驻马店市1例、信阳市1例、安阳市1例；境外输入1例）。
3月30日，河南省新增本土确诊病例15例（周口市15例），新增本土无症状感染者19例（周口市14例、驻马店市3例、郑州市1例、新乡市1例）。
3月31日，河南省新增本土确诊病例3例（郑州市1例、洛阳市1例、信阳市1例），新增无症状感染者26例（本土新增17例，其中周口市8例、驻马店市2例、洛阳市2例、鹤壁市2例、信阳市2例、郑州市1例；境外输入新增9例）。

### 2022年4月
4月1日，河南省新增本土确诊病例1例（信阳市1例），新增本土无症状感染者17例（周口市11例、永城市3例、信阳市1例、商丘市1例、漯河市1例）。
4月2日，河南省新增无症状感染者21例（本土20例，其中周口市16例、永城市2例、郑州市2例；境外输入1例）。
4月3日，河南省新增本土确诊病例2例（郑州市1例，滑县1例），无症状感染者21例（本土20例，其中周口市13例，永城市3例，郑州市3例，信阳市1例；境外输入1例）。
4月4日，河南省新增确诊病例3例（均为境外输入无症状感染者转确诊），新增本土无症状感染者31例（其中周口市22例，永城市8例，郑州市1例）。
4月5日，河南省新增本土无症状感染者33例（周口市30例，永城市1例，南阳市1例，许昌市1例）。
4月6日，河南省新增本土无症状感染者转确诊病例1例（周口市1例），新增本土无症状感染者36例（永城市20例，周口市16例）。
4月7日，河南省新增无症状感染者21例（本土19例，其中周口市16例、永城市3例；境外输入2例）。
4月8日，河南省新增本土确诊病例1例（郑州市1例），新增本土无症状感染者17例（其中周口市8例、永城市7例、郑州市2例）。
4月9日，河南省新增无症状感染者6例（本土5例，其中周口市2例、永城市1例、安阳市1例、许昌市1例；境外输入1例）。
4月10日，河南省新增无症状感染者5例（本土4例，其中郑州市2例、永城市1例、安阳市1例；境外输入1例）。
4月11日，河南省新增本土确诊病例3例（郑州市2例、信阳市1例），新增本土无症状感染者11例（漯河市5例、郑州市1例、安阳市1例、新乡市1例、鹤壁市1例、信阳市1例、商丘市1例）。
4月12日，河南省新增本土确诊病例3例（信阳市2例、郑州市1例），新增无症状感染者12例（本土11例，其中安阳市6例、郑州市2例、平顶山市2例、周口市1例；境外输入1例）。
4月13日，河南省新增本土确诊病例4例（安阳市3例、信阳市1例），新增本土无症状感染者42例（安阳市27例、郑州市9例、漯河市3例、濮阳市1例、信阳市1例、周口市1例），46例中44例为外省返豫人员，均为“点对点”接送闭环管理。
4月14日，河南省新增本土确诊病例1例（郑州市1例），新增本土无症状感染者25例（安阳市16例，郑州市6例，漯河市2例，周口市1例），26例中22例为省外返豫人员，均为“点对点”接送闭环管理。
4月15日，河南省新增本土无症状感染者24例（郑州市13例，安阳市8例，漯河市2例，商丘市1例），24例中13例为省外返豫人员，均为“点对点”接送闭环管理。
4月16日，河南省新增本土确诊病例3例（郑州市1例，漯河市1例，安阳市1例系无症状感染者转确诊病例），新增本土无症状感染者19例（安阳市13例，郑州市4例，漯河市2例），22例中15例为省外返豫人员，均为“点对点”接送闭环管理。
4月17日，河南省新增本土确诊病例2例（安阳市2例），新增本土无症状感染者8例（郑州市5例，安阳市3例），10例中8例为省外返豫人员，均为“点对点”接送闭环管理。
4月18日，河南省新增本土确诊病例2例（许昌市1例，漯河市1例），新增本土无症状感染者22例（郑州市8例，安阳市8例，漯河市2例，鹤壁市1例，商丘市1例，信阳市1例，许昌市1例）。新增境外输入无症状感染者转确诊病例1例。
4月19日，河南省新增本土确诊病例3例（安阳市3例），新增本土无症状感染者13例（郑州市4例，安阳市3例，漯河市2例，商丘市2例，周口市2例）。
4月20日，河南省新增本土确诊病例1例（漯河市1例），新增本土无症状感染者25例（郑州市14例，安阳市9例，商丘市1例，鹤壁市1例）。
4月21日，河南省新增本土确诊病例3例（安阳市2例，郑州市1例），新增本土无症状感染者14例（安阳市6例，郑州市5例，周口市2例，漯河市1例）。
4月22日，河南省新增本土确诊病例5例（郑州市2例，安阳市2例，信阳市1例），新增本土无症状感染者36例（安阳市15例，郑州市11例，信阳市7例，周口市3例）。
4月23日，河南省新增本土确诊病例6例（安阳市4例，郑州市2例），新增本土无症状感染者26例（信阳市12例，安阳市8例，郑州市5例，周口市1例）。
4月24日，河南省新增本土确诊病例5例（安阳市4例，郑州市1例），新增本土无症状感染者18例（安阳市10例，信阳市5例，郑州市2例，商丘市1例）。
4月25日，河南省新增本土确诊病例8例（安阳市3例，濮阳市3例，郑州市1例，周口市1例），新增本土无症状感染者9例（信阳市4例，安阳市3例，濮阳市2例）。
4月26日，河南省新增本土确诊病例3例（安阳市2例，信阳市1例），新增本土无症状感染者14例（安阳市7例，信阳市4例，济源示范区3例）。
4月27日，河南省新增本土确诊病例4例（郑州市2例，安阳市1例，洛阳市1例），新增本土无症状感染者13例（安阳市9例，郑州市2例，洛阳市1例，三门峡市1例）。
4月28日，河南省新增本土确诊病例2例（濮阳市1例，信阳市1例系无症状感染者转确诊），新增本土无症状感染者5例（濮阳市2例，安阳市2例，郑州市1例）。
4月29日，河南省新增本土确诊病例2例（安阳市2例），新增本土无症状感染者3例（安阳市2例，郑州市1例）。
4月30日，河南省新增本土确诊病例4例（安阳市3例，郑州市1例），新增本土无症状感染者5例（安阳市5例）。

### 2022年5月
5月1日，河南省新增本土确诊病例1例（郑州市1例），新增本土无症状感染者4例（郑州市2例，安阳市1例，周口市1例）。其中两名感染者在郑州东站从事保洁工作。
5月2日，河南省新增本土确诊病例2例（郑州市2例），新增本土无症状感染者4例（周口市3例，商丘市1例）。
5月3日，郑州市新冠肺炎疫情防控指挥部办公室发布通告，郑州市疫情防控指挥部决定在郑州市主城区（中原区、二七区、金水区、管城区、惠济区、郑东新区、高新区、经开区）范围内在5月4日、5日、6日连续开展三轮全员核酸检测，对24小时内不进行核酸检测的赋黄码。全市机关事业单位、企业工作人员居家办公，特殊行业工作人员凭24小时核酸检测阴性证明、工作证件可以出行。主城区除封控区外，其他区域参照管控区标准管理，实行“足不出区、严禁聚集”措施。除保障市民生活和城市基本运行的公共服务类企业、经审批符合闭环管理条件的企业外，其他各类企业暂停生产经营活动。生活超市、农贸市场、药店、医疗机构正常运行，餐饮类企业禁止堂食，仅提供快递外卖服务（配送至小区门口），其他营业场所、门店全部暂时停业。公交车、地铁减少班次数量，出租车（网约车）实行“单双号”运行。学校、托幼机构、校外培训机构暂缓开学，启动线上教学。在郑人员非必要不离郑，确需离郑的，须持健康码绿码及24小时内核酸检测阴性证明；市域外人员非必要不入郑，确需入郑的，须查验“两码一证”，即健康码、行程码和48小时内核酸检测阴性证明。5月3日當天鄭州出現搶購潮。河南省卫健委翌日通报全省疫情数据，5月3日新增本土确诊病例12例（郑州市9例，开封市1例，许昌市1例，商丘市1例），新增本土无症状感染者32例（郑州市24例，商丘市5例，许昌市2例，濮阳市1例）。
5月4日，河南省新增本土确诊病例14例（许昌市9例，郑州市5例），新增本土无症状感染者26例（郑州市23例，周口市2例，安阳市1例）。
5月5日至5月9日24时，项城市在全市实行全域静态管理，全市居民不出村居、不出社区。当日河南省新增本土确诊病例24例（许昌市19例，郑州市5例），新增本土无症状感染者55例（许昌市28例，郑州市12例，周口市10例，濮阳市4例，漯河市1例）。
5月6日，河南省新增本土确诊病例29例（郑州市14例，许昌市12例，平顶山市1例，商丘市1例，开封市1例），新增本土无症状感染者69例（许昌市30例，郑州市25例，周口市8例，平顶山市2例，濮阳市2例，漯河市1例，商丘市1例）。
5月7日，郑州调整部分区域为封控区。当日河南省新增本土确诊病例25例（许昌市17例，郑州市7例，周口市1例），新增本土无症状感染者76例（许昌市37例，郑州市21例，周口市9例，濮阳市4例，安阳市2例，平顶山1例，商丘市1例，新乡市1例）。
5月8日起，鄭州多個车站继续采取临时关闭和不停站通过措施。當天鄭州市金水区等8个县（市）区开展全員核酸检测。河南省当日新增本土确诊病例14例（郑州市7例，许昌市7例），新增本土无症状感染者46例（周口市19例，郑州市12例，许昌市8例，濮阳市3例，平顶山市2例，商丘市1例，信阳市1例）。
5月9日，河南省新增本土确诊病例25例（许昌市18例，郑州市7例），含7例由无症状感染者转为确诊病例（许昌市6例，郑州市1例）；新增本土无症状感染者98例（许昌市45例，郑州市31例，濮阳市11例，周口市6例，开封市2例，安阳市2例，平顶山市1例）。
5月10日，河南省新增本土确诊病例22例（许昌市13例，平顶山4例，郑州市3例，濮阳市1例，信阳市1例），含1例由无症状感染者转为确诊病例（信阳市1例）；新增本土无症状感染者67例（许昌市27例，郑州市17例，濮阳市9例，周口市7例，安阳市4例，平顶山3例）。
5月11日，郑州市调整主城区疫情防控措施，除封控区、管控区外，各级党政机关、企事业单位恢复正常工作秩序和生产经营;公交、地铁、出租车(网约车)、市域内班线客运恢复正常运营;中小学、幼儿园恢复线下教学，严格闭环管理，建立教职员工及学生健康监测制度，落实晨、午检;旅游景区、公共服务场所恢复开放，严格落实预约、错峰、测温、扫码等措施;5月13日前，餐饮场所堂食暂不恢复，5月14日起有序恢复堂食。当日河南省新增本土确诊病例21例（许昌市14例，郑州市7例），新增本土无症状感染者77例（郑州市32例，许昌市26例，濮阳市9例，平顶山7例，开封市1例，鹤壁市1例，商丘市1例）。
5月12日，河南省新增本土确诊病例15例（许昌市9例，郑州市4例，平顶山市2例），含1例由无症状感染者转为确诊病例（许昌市1例）；新增本土无症状感染者29例（许昌市15例，郑州市10例，濮阳市3例，平顶山1例）。
5月13日，河南省新增本土确诊病例7例（郑州市3例，许昌市3例，平顶山市1例），新增本土无症状感染者40例（许昌市17例，平顶山10例，濮阳市7例，郑州市5例，鹤壁市1例）。
5月14日，河南省新增本土确诊病例5例（郑州市3例，平顶山市2例），新增本土无症状感染者24例（许昌市13例，郑州市5例，平顶山市2例，濮阳市2例，周口市2例）。
5月15日，河南省新增本土确诊病例8例（许昌市4例，郑州市3例，平顶山市1例），新增本土无症状感染者13例（郑州市8例，许昌市5例）。
5月16日，河南省新增本土确诊病例11例（郑州市8例，许昌市3例），新增本土无症状感染者22例（郑州市17例，许昌市4例，平顶山市1例）。
5月17日，河南省新增本土确诊病例3例（郑州市3例），含1例无症状感染者转确诊病例（在郑州市），新增本土无症状感染者8例（郑州市6例，许昌市2例）。
5月18日，河南省新增本土确诊病例11例（许昌市11例），新增本土无症状感染者9例（郑州市4例，许昌市4例，鹤壁市1例）。
5月19日，河南省教育考试院表示河南省原定于6月11日举行的全国大学英语四、六级考试延期至9月17日进行。当日河南省新增本土确诊病例4例（许昌市3例，郑州市1例），新增本土无症状感染者24例（许昌市18例，郑州市6例）。河南商丘計劃耗资1.35亿元建设永久性方舱。
5月20日，河南省新增本土确诊病例1例（郑州市1例），新增本土无症状感染者38例（许昌市35例，郑州市1例，周口市1例，南阳市1例）。
5月21日，河南省新增本土确诊病例3例（许昌市3例），新增本土无症状感染者15例（许昌市13例，郑州市2例）。河南省疫情防控指挥部下发通知，明确河南省常态化核酸检测工作服务指导意见，要求开展常态化核酸检测，全省居民及其他在豫人员原则上每48小时应完成至少一次核酸采样（间隔一天采样一次）。未在规定时间内完成采样的，将在扫场所码时作弹窗提醒或赋黄码，不得进入公共场所，不得乘坐公共交通工具。各地根据本地疫情发生情况和防控需要，因时因势动态调整核酸检测频次。郑州市在5月底前开展常态化核酸检测工作，其他省辖市要在6月底前建立健全常态化核酸检测工作机制。
5月22日，河南省新增本土无症状感染者53例（许昌市51例、郑州市2例）。
5月23日，河南省新增本土无症状感染者23例（许昌市22例、郑州市1例）。
5月24日，河南省新增本土确诊病例1例（许昌市1例），新增本土无症状感染者转确诊病例1例（许昌市1例），新增本土无症状感染者28例（许昌市28例）。
5月25日，河南省新增本土无症状感染者转确诊病例9例（许昌市7例、郑州市1例、平顶山市1例），新增本土无症状感染者12例（许昌市10例、郑州市1例、周口市1例）。
5月26日，河南省新增本土无症状感染者8例（许昌市7例、开封市1例）。
5月27日，河南省新增本土确诊病例4例（许昌市4例），新增本土无症状感染者5例（许昌市5例）。
5月28日，河南省新增本土确诊病例2例（许昌市2例），新增本土无症状感染者7例（许昌市7例）。
5月29日，河南省新增本土无症状感染者2例（许昌市2例）。
5月31日，河南省新增本土确诊病例2例（郑州市1例；许昌市1例，系无症状感染者转确诊病例），新增本土无症状感染者1例（郑州市1例）。

### 2022年6月
6月1日，河南省新增本土确诊病例1例（许昌市1例），新增本土无症状感染者2例（许昌市2例）。
6月2日，河南省新增本土无症状感染者2例（濮阳市2例）。
6月3日，新增本土无症状感染者3例（郑州市2例、许昌市1例）。
6月8日，新增本土无症状感染者1例（濮阳市1例）。
6月13日，河南省卫健委收到举报称外地储户来河南银行取款被赋红码。

### 2022年7月
7月6日，新增境外输入无症状感染者转确诊病例1例、新增境外输入无症状感染者1例。
7月9日，新增本土无症状感染者4例（驻马店市泌阳县4例）。
7月10日，新增本土无症状感染者12例（驻马店市10例、郑州市1例、南阳市1例）。
7月11日，新增本土确诊病例9例（驻马店市6例、郑州市3例），新增本土无症状感染者64例（驻马店市62例、郑州市1例、平顶山市1例）。
7月12日，驻马店市中心城区在核酸检测中发现2例初筛阳性。當天12:00起，驻马店中心城区实施3天临时管控措施。河南省新增本土确诊病例3例（驻马店市2例、郑州市1例），新增本土无症状感染者22例（均在驻马店市）。
7月13日，新增本土确诊病例1例（郑州市1例，系无症状感染者转确诊病例），新增本土无症状感染者29例（均在驻马店市）。
7月14日，新增本土确诊病例1例（驻马店市1例），新增本土无症状感染者51例（驻马店市44例、平顶山市7例）。
7月15日，新增本土确诊病例1例（驻马店市1例，系无症状感染者转确诊病例），新增本土无症状感染者39例（驻马店市38例、郑州市1例）。
7月16日，新增本土无症状感染者29例（驻马店市27例、郑州市1例、平顶山市1例）。
7月17日，新增确诊病例3例（驻马店市3例，系无症状感染者转确诊），新增本土无症状感染者39例（驻马店市32例、平顶山市7例）。
7月18日，新增本土无症状感染者45例（驻马店市44例、信阳市1例）。新增境外输入确诊病例1例。
7月19日，新增本土无症状感染者127例（驻马店市127例）。
7月20日，新增本土无症状感染者76例（驻马店市76例）。當天驻马店市泌阳县新冠疫情防控指挥部表示泌阳县继续实行7天静态管理。
7月21日，新增本土无症状感染者20例（驻马店市18例，信阳市2例）。
7月22日，新增本土确诊病例1例（驻马店市1例），新增本土无症状感染者19例（驻马店市19例）。
7月23日，新增本土无症状感染者17例（驻马店市12例，郑州市2例，开封市2例，安阳市1例）。
7月24日，新增本土确诊病例2例（开封市1例，驻马店市1例），新增本土无症状感染者13例（驻马店市12例，开封市1例）。
7月25日，新增本土无症状感染者7例（驻马店市5例，商丘市2例）。
7月26日，新增本土确诊病例1例（信阳市1例），新增本土无症状感染者7例（开封市3例，信阳市3例，驻马店市1例）。
7月27日，新增本土确诊病例7例（信阳市3例，商丘市2例，开封市1例；无症状感染者转确诊病例1例，驻马店市1例），新增本土无症状感染者5例（开封市5例）。
7月28日，新增本土确诊病例4例（信阳市罗山县2例，开封市兰考县1例，驻马店市泌阳县1例、系无症状感染者转确诊病例），新增本土无症状感染者17例（商丘市民权县7例，信阳市罗山县6例，开封市兰考县3例，郑州市二七区1例）。
7月29日，新增本土确诊病例1例（开封市兰考县1例），新增本土无症状感染者21例（信阳市罗山县14例，商丘市民权县5例，开封市兰考县1例，周口市扶沟县1例）。
7月30日，新增本土确诊病例1例（开封市兰考县1例），新增本土无症状感染者33例（商丘市民权县27例，信阳市罗山县5例，开封市顺河区1例）。
7月31日，新增本土无症状感染者43例（商丘市民权县33例、宁陵县1例，信阳市罗山县4例，开封市鼓楼区2例、顺河区1例，郑州市二七区2例）。

### 2022年8月
8月1日，新增本土确诊病例2例（郑州市二七区1例；含1例无症状感染者转确诊病例，信阳市罗山县1例），新增本土无症状感染者67例（商丘市民权县54例、宁陵县5例，永城市2例，信阳市罗山县4例，郑州市二七区1例，开封市顺河区1例）。
8月2日，新增本土无症状感染者56例（商丘市民权县41例、宁陵县8例，永城市2例，信阳市罗山县5例）。
8月3日，新增本土确诊病例2例（郑州市二七区2例），新增本土无症状感染者41例（商丘市民权县35例、宁陵县4例，郑州市二七区1例，信阳市罗山县1例）。
8月4日，新增本土无症状感染者42例（商丘市民权县29例、宁陵县13例）。
8月5日，新增本土无症状感染者28例（商丘市民权县14例、宁陵县14例）。
8月6日，新增本土确诊病例1例（郑州市新郑市1例），新增本土无症状感染者30例（商丘市宁陵县18例、民权县7例、梁园区2例，郑州市新郑市3例）。
8月7日，新增本土无症状感染者25例（商丘市宁陵县13例、梁园区5例、民权县4例，郑州市新郑市3例）。
8月8日，新增本土无症状感染者5例（商丘市民权县2例、宁陵县2例、睢阳区1例）。
8月9日，新增本土无症状感染者10例（商丘市宁陵县9例、民权县1例），新增境外输入无症状感染者转确诊病例1例。
8月10日，新增本土无症状感染者1例（商丘市宁陵县1例，为集中隔离点检出）。
8月11日，新增确诊病例1例（郑州市巩义市1例，为省外返回人员居家隔离检出），新增本土无症状感染者1例（商丘市宁陵县1例，为集中隔离点检出）。
8月14日，新增本土确诊病例1例（郑州市巩义市1例，为外省路过人员隔离管控期间发现）、新增本土无症状感染者1例（洛阳市栾川县1例，为外省返回人员隔离管控期间发现）。
8月15日，新增本土确诊病例3例（为省外“即采即走即追”路过人员，在郑州市巩义市高速服务区发现，均已落实闭环管理）。
8月16日，新增本土无症状感染者2例（商丘市城乡一体化示范区1例，周口市川汇区1例）。
8月17日，新增本土确诊病例3例（驻马店市遂平县3例），新增本土无症状感染者8例（驻马店市遂平县3例，商丘市城乡一体化示范区2例；省外返回点对点闭环管理3例）。
8月18日，新增本土无症状感染者9例（驻马店市遂平县4例，安阳市滑县4例，周口市川汇区1例），新增境外输入无症状感染者转确诊病例1例，新增境外输入无症状感染者3例。
8月19日，新增本土确诊病例1例（郑州市郑东新区1例，为省外返回人员集中隔离发现），新增本土无症状感染者4例（郑州市郑东新区1例、商丘市柘城县1例、驻马店市上蔡县1例，信阳市潢川县1例）。新增境外输入确诊病例1例。
8月20日，新增本土确诊病例1例（郑州市中原区1例，为省外返回人员集中隔离发现），新增本土无症状感染者11例（三门峡市湖滨区9例，郑州市郑东新区1例，安阳市滑县1例）。
8月21日，新增本土确诊病例2例（郑州市郑东新区2例），新增本土无症状感染者16例（三门峡市湖滨区9例，商丘市宁陵县3例，郑州市郑东新区2例、金水区1例，驻马店市驿城区1例）。
8月22日，新增本土确诊病例3例（郑州市郑东新区2例、南阳市南召县1例，均为集中隔离发现），新增本土无症状感染者11例（三门峡市湖滨区8例、信阳市潢川县1例；郑州市郑东新区1例、南阳市南召县1例，2例均为集中隔离发现）。
8月23日，新增本土确诊病例3例（郑州市金水区1例、南阳市南召县1例，均为集中隔离发现；三门峡市湖滨区1例），新增本土无症状感染者16例（三门峡市湖滨区13例、洛阳市汝阳县1例；郑州市二七区2例，2例均为集中隔离发现）。
8月24日，新增本土确诊病例2例（洛阳市汝阳县1例、三门峡市湖滨区1例），新增本土无症状感染者23例（三门峡市湖滨区18例；商丘市夏邑县2例；洛阳市汝阳县2例，其中1例为集中隔离发现；郑州市金水区1例，为集中隔离发现）。
8月25日，新增本土确诊病例1例（郑州市郑东新区1例，为集中隔离发现），新增本土无症状感染者67例（三门峡市湖滨区59例、郑州市上街区1例、新乡市封丘县1例、平顶山宝丰县1例；郑州市荥阳市1例、洛阳市汝阳县1例、信阳市潢川县1例，3例均为集中隔离发现；2例为省外返回人员点对点闭环管理）。
8月26日，新增本土确诊病例4例（郑州市二七区1例，开封市城乡一体化示范区、龙亭区各1例；另有1例为省外返回人员点对点闭环管理）。新增本土无症状感染者42例（三门峡市湖滨区31例，开封市城乡一体化示范区2例、龙亭区2例，洛阳市新安县1例、嵩县1例，濮阳市经济技术开发区1例，周口市郸城县1例，商丘市夏邑县1例、永城市1例；另有1例为省外返回人员点对点闭环管理）。
8月27日，新增本土确诊病例2例（郑州市二七区1例，开封市城乡一体化示范区1例）。新增本土无症状感染者52例（三门峡市湖滨区42例，商丘市夏邑县2例，郑州市郑东新区1例，开封市城乡一体化示范区1例，安阳市内黄县1例，濮阳市经济技术开发区1例，商丘市虞城县1例；另有3例为省外返乡人员点对点闭环管理）。
8月28日起，渑池县主城区实行三天全域静态演练。当日河南省新增本土确诊病例14例（开封市城乡一体化示范区4例、顺河回族区3例、鼓楼区1例，洛阳市汝阳县1例；另有5例为省外返乡人员点对点闭环管理）。新增本土无症状感染者84例（三门峡市湖滨区71例，商丘市虞城县2例、睢阳区1例，开封市龙亭区1例、杞县1例、顺河回族区1例，平顶山市郏县1例，新乡市封丘县1例；另有3例为省外返乡人员点对点闭环管理，2例为省外“即采即走即追”路过人员已落实闭环管理）。
8月29日，新增本土确诊病例2例（郑州市航空港经济综合实验区1例，洛阳市汝阳县1例）。新增本土无症状感染者27例（三门峡市湖滨区15例，开封市禹王台区2例、龙亭区1例、顺河回族区1例、城乡一体化示范区1例、尉氏县1例，洛阳市汝阳县2例，商丘市虞城县2例，郑州市航空港经济综合实验区1例；另有1例为省外返乡人员点对点闭环管理）。
8月30日，新增本土确诊病例5例（洛阳市汝阳县2例；另有3例无症状感染者转确诊病例，开封市尉氏县1例、禹王台区1例，郑州航空港经济综合实验区1例）。新增本土无症状感染者26例（安阳市滑县8例、内黄县1例，三门峡市湖滨区7例，洛阳市汝阳县4例，开封市城乡一体化示范区2例、龙亭区1例，商丘市夏邑县2例；另有1例为省外返乡人员点对点闭环管理）。
8月31日，新增本土确诊病例1例（为省外返乡人员点对点闭环管理）。新增本土无症状感染者59例（安阳市滑县35例、汤阴县1例，洛阳市汝阳县5例，鹤壁市淇滨区2例、浚县2例、山城区1例，商丘市虞城县4例，新乡市延津县1例；另有8例为省外来返豫人员点对点闭环管理）。

### 2022年9月
9月1日，新增本土确诊病例4例（3例为无症状感染者转确诊病例，鹤壁市淇滨区2例，山城区1例；另有1例为省外来返豫人员点对点闭环管理）。新增本土无症状感染者46例（安阳市滑县28例、内黄县1例，三门峡市湖滨区5例，新乡市延津县3例，洛阳市汝阳县1例、伊川县1例，焦作市沁阳市1例，鹤壁市浚县1例；另有5例为省外来返豫人员点对点闭环管理）。
9月2日，新增本土无症状感染者转确诊病例13例（安阳市滑县11例，洛阳市汝阳县2例）。新增本土无症状感染者40例（安阳市滑县23例，鹤壁市山城区5例、浚县4例，三门峡市湖滨区1例；另有7例为省外来返豫人员点对点闭环管理），新增境外输入无症状感染者转确诊病例1例，新增境外输入无症状感染者4例。
9月3日，新增本土无症状感染者17例（安阳市滑县13例，鹤壁市浚县3例，洛阳市伊川县1例）。新增境外输入确诊病例2例，新增境外输入无症状感染者5例。
9月4日，新增本土无症状感染者转确诊病例3例（洛阳市汝阳县2例、安阳市滑县1例），新增本土无症状感染者24例（安阳市滑县21例，鹤壁市浚县1例、山城区1例，新乡市辉县1例）。
9月5日，新增本土无症状感染者20例（安阳市滑县14例、文峰区5例，鹤壁市山城区1例）。
9月6日，新增本土无症状感染者14例（安阳市滑县12例、文峰区2例）。
9月7日，新增本土确诊病例1例（安阳市文峰区1例），新增本土无症状感染者11例（安阳市滑县8例、安阳县2例、文峰区1例）。
9月8日，新增本土无症状感染者转确诊病例1例（安阳市滑县1例），新增本土无症状感染者8例（安阳市滑县5例、文峰区3例）。
9月9日，新增本土无症状感染者转确诊病例9例（安阳市滑县9例），新增本土无症状感染者6例（安阳市滑县2例、殷都区2例、安阳县2例，均为集中隔离发现）。
9月10日，新增本土无症状感染者1例（安阳市文峰区1例，为集中隔离发现）。
9月11日，新增本土无症状感染者4例（安阳市文峰区2例、安阳县1例、滑县1例，均为集中隔离发现）。
9月12日，无新增本土确诊病例、无症状感染者。新增境外输入无症状感染者转确诊病例1例，新增境外输入无症状感染者1例。。
9月14日，新增无症状感染者5例（均为省外返豫人员，点对点闭环管理）。
9月15日，新增无症状感染者2例（均为省外返豫人员，点对点闭环管理）。
9月17日，新增无症状感染者2例（新乡市卫滨区1例，周口市沈丘县1例）。
9月18日，新增确诊病例2例（均为省外协查点对点闭环管理人员），新增本土无症状感染者5例（周口市沈丘县5例，均为集中隔离发现）。
9月19日，新增本土无症状感染者转确诊病例1例（周口市沈丘县1例），新增本土无症状感染者7例（周口市沈丘县5例，均为隔离管控发现；省外来返豫人员2例，均为点对点闭环管理）。新增境外输入无症状感染者转确诊病例1例，新增境外输入无症状感染者1例。
9月20日，新增本土无症状感染者转确诊病例1例（省外协查途经点对点闭环管理），新增本土无症状感染者8例（新乡市红旗区2例、卫辉市1例、卫滨区1例；周口市沈丘县2例，均为隔离管控发现；重点人群筛查1例，省外协查途经人员1例，均为点对点闭环管理）。
9月21日，新增本土确诊病例3例（郑州市二七区3例，均为隔离管控发现），新增本土无症状感染者6例（濮阳市华龙区2例，信阳市浉河区1例；省外返豫人员3例，均为点对点闭环管理）。
9月22日，新增本土无症状感染者2例（信阳市浉河区1例，为隔离管控发现；省外协查途经人员1例，为点对点闭环管理）。
9月23日，新增本土无症状感染者7例（洛阳市老城区1例，信阳市潢川县1例；郑州市二七区1例、濮阳市华龙区1例、信阳市浉河区1例，均为隔离管控发现；省外返豫人员2例，均为点对点闭环管理）。
9月24日，新增本土无症状感染者2例（信阳市潢川县1例；省外返豫人员1例，为点对点闭环管理）。
9月25日，新增本土无症状感染者2例（信阳市潢川县1例，为隔离管控发现；省外返豫人员1例，为点对点闭环管理）。
9月26日，新增本土确诊病例1例（系平顶山市汝州市来郑州人员），新增本土无症状感染者1例（平顶山市汝州市1例）。
9月27日，新增本土无症状感染者转确诊病例1例（为省外协查途经人员点对点闭环管理），新增本土无症状感染者5例（平顶山市汝州市3例，开封市龙亭区1例，焦作市武陟县1例）。
9月28日，新增本土无症状感染者转确诊病例1例（开封市龙亭区1例），新增本土无症状感染者4例（平顶山市汝州市1例；郑州市登封市1例，省外协查人员2例，均为隔离管控发现）。新增境外输入无症状感染者转确诊病例1例，新增境外无症状感染者2例。
9月29日，新增本土确诊病例1例（安阳市文峰区1例），新增本土无症状感染者19例（洛阳市新安县1例，平顶山市汝州市10例；焦作市武陟县3例，郑州市登封市1例，南阳市西峡县1例，外地返郑重点人员2例，均为隔离管控发现；1例省外返豫人员点对点闭环管理）。
9月30日，新增本土无症状感染者17例（平顶山市汝州市11例、郑州市新密市1例、南阳市社旗县1例，均为隔离管控发现；3例省外返豫人员，均为点对点闭环管理；1例省外途经协查人员，隔离管控发现）。

### 2022年10月
10月1日，新增本土无症状感染者11例（南阳市镇平县1例；商丘市夏邑县2例、安阳市文峰区1例、焦作市武陟县1例、郑州市二七区1例、5例省外返豫人员，均为隔离管控发现）。
10月2日，新增本土无症状感染者14例（洛阳市新安县1例、南阳市西峡县1例；平顶山市汝州市8例、省外返豫重点人群筛查2例，均为隔离管控发现；省外返豫人员2例，均为点对点闭环管理）。
10月3日，河南省新增本土确诊病例2例（省外返豫人员2例，均为隔离管控发现），新增本土无症状感染者12例（洛阳市孟津县1例；平顶山市汝州市7例、洛阳市新安县1例、省外来豫协查1例，均为隔离管控发现；省外返豫人员2例，均为点对点闭环管理）。
10月4日，新增本土无症状感染者转确诊病例1例（为省外返豫人员点对点闭环管理），新增本土无症状感染者14例（郑州市中牟县1例；平顶山市汝州市5例、省外返豫人员2例，均为隔离管控发现；省外返豫人员6例，均为点对点闭环管理）。
10月5日，新增本土确诊病例3例（郑州市中牟县2例、省外返豫人员点对点闭环管理1例），新增本土无症状感染者22例（郑州市中牟县3例；平顶山市汝州市6例、鹤壁市浚县3例、洛阳市新安县1例、安阳市滑县1例、省外返豫人员5例，均为隔离管控发现；省外返豫人员2例、省外协查过境人员1例，均为点对点闭环管理）。
10月6日，新增本土确诊病例4例（郑州市巩义市1例；无症状感染者转确诊病例3例），新增本土无症状感染者21例（平顶山市汝州市7例、郑州市巩义市2例，均为隔离管控发现；省外返豫人员12例，均为落地即检点对点闭环管理）。新增境外输入无症状感染者转确诊病例1例，新增境外输入确无症状感染者2例。
10月7日，新增本土无症状感染者24例（郑州市经开区3例、平顶山市新城区1例，均为重点人群筛查发现；平顶山市汝州市6例，均为隔离管控发现；省外来返豫人员14例，均为点对点闭环管理），无新增本土确诊病例。
10月8日，新增本土确诊病例8例（郑州市7例，均为重点人群筛查隔离管控发现；无症状感染者转确诊病例1例），新增本土无症状感染者30例（郑州市8例、平顶山市6例、洛阳市2例、信阳市2例、南阳市1例，均为重点人群筛查隔离管控发现；省外来返豫人员11例，均为点对点闭环管理）。
10月9日，新增本土确诊病例11例（郑州市7例，其中3例为重点人群筛查隔离管控发现、2例为跨区域协查发现；南阳市1例，为重点人群隔离管控发现；省外返豫人员1例，为点对点闭环管理；无症状感染者转确诊病例2例），新增本土无症状感染者45例（郑州市33例，其中28例为重点人群筛查隔离管控发现；平顶山市6例、南阳市2例、焦作市1例，均为重点人群筛查隔离管控发现；省外返豫人员3例，均为点对点闭环管理）。
10月10日，新增本土确诊病例12例（郑州市5例、漯河市1例，均为重点人群筛查隔离管控发现；无症状感染者转确诊病例6例），新增本土无症状感染者26例（洛阳市2例；郑州市6例、平顶山市5例、洛阳市1例、南阳市1例、商丘市1例、濮阳市1例、三门峡市1例，均为重点人群筛查隔离管控发现；省外返豫人员8例，均为点对点闭环管理）。
10月11日，新增本土确诊病例13例（郑州市13例，均为重点人群筛查隔离管控发现），新增本土无症状感染者45例（郑州市27例、平顶山市5例、新乡市1例、三门峡市1例、省外来返豫人员5例，均为重点人群筛查隔离管控发现；省外返豫人员6例，均为点对点闭环管理）。
10月12日，新增本土确诊病例12例（郑州市12例，其中6例为重点人群筛查发现，6例为隔离管控发现），新增本土无症状感染者23例（开封市3例、郑州市2例、省外返豫人员2例，均为重点人群筛查发现；郑州市4例、平顶山市4例、焦作市2例、三门峡市1例、省外返豫人员5例，均为隔离管控发现）。當天鄭州高新區開始連續3天實施全民核酸一天兩檢，不參加核酸篩查的居民，健康碼將彈窗提醒。
10月13日，新增本土确诊病例8例（郑州市7例，其中4例为重点人群筛查发现、3例为隔离管控发现；平顶山市1例，为无症状感染者转确诊病例），新增本土无症状感染者8例（信阳市1例、省外返豫人员1例，均为重点人群筛查发现；郑州市4例，均为隔离管控发现；省外返豫人员2例，均为点对点闭环管理）。
10月14日，新增本土确诊病例10例（郑州市5例，其中3例为隔离管控发现、2为重点人群筛查发现；濮阳市3例，均为隔离管控发现），含无症状感染者转确诊病例2例（郑州市1例、濮阳市1例）。新增本土无症状感染者9例（漯河市1例；郑州市4例，其中3例为隔离管控发现、1例为重点人群筛查发现；濮阳市2例、洛阳市1例，均为隔离管控发现；省外返豫人员1例，为点对点闭环管理）。
10月15日，新增本土确诊病例7例（郑州市6例，其中3例为重点人群筛查发现、2例为隔离管控发现；濮阳市1例），新增本土无症状感染者17例（濮阳市8例，其中7例为隔离管控发现；郑州市5例，其中4例为隔离管控发现、1例为重点人群筛查发现；焦作市2例、洛阳市1例、信阳市1例，均为隔离管控发现）。
10月16日，新增本土确诊病例8例（郑州市3例、济源市2例、濮阳市1例，均为隔离管控发现），含无症状感染者转确诊病例2例（濮阳市2例）。新增本土无症状感染者8例（郑州市3例，其中2例为重点人群筛查发现、1例为隔离管控发现；洛阳市2例，均为隔离管控发现；焦作市2例，均为重点人群筛查发现；濮阳市1例）。
10月17日，新增本土确诊病例6例（郑州市6例，其中4例为隔离管控发现、2例为重点人群筛查发现）。新增本土无症状感染者7例（濮阳市4例，其中1例为隔离管控发现；郑州市2例，均为隔离管控发现；省外协查人员1例，点对点闭环管理）。
10月18日，河南省新增本土确诊病例10例（郑州市9例，其中6例为隔离管控发现、3例为重点人群筛查发现；鹤壁市1例，为重点人群筛查发现）。新增本土无症状感染者21例（郑州市17例，其中14例为隔离管控发现、3例为重点人群筛查发现；鹤壁市1例，为重点人群筛查发现；濮阳市2例、洛阳市1例）。
10月19日，新增本土确诊病例7例（郑州市7例，其中4例为隔离管控发现、3例为重点人群筛查发现）。新增本土无症状感染者17例（郑州市7例，其中5例为隔离管控发现、2例为重点人群筛查发现；濮阳市4例，其中2例为隔离管控发现；洛阳市2例，其中1例为隔离管控发现；焦作市2例，其中1例为隔离管控发现、1例为重点人群筛查发现；商丘市、南阳市各1例，均为隔离管控发现）。
10月20日，新增本土确诊病例9例（郑州市9例，其中7例为隔离管控发现、2例为重点人群筛查发现）。新增本土无症状感染者12例（郑州市6例，其中4例为隔离管控发现、2例为重点人群筛查发现；鹤壁市5例、濮阳市1例，均为隔离管控发现）。
10月21日，新增本土确诊病例13例（郑州市6例，其中4例为隔离管控发现、2例为重点人群筛查发现），含无症状感染者转确诊病例7例（濮阳市6例，南阳市1例）。新增本土无症状感染者14例（郑州市6例，其中4例为隔离管控发现、2例为重点人群筛查发现；鹤壁市5例，其中4例为隔离管控发现、1例为重点人群筛查发现；新乡市、许昌市各1例，均为隔离管控发现；省外协查人员1例，为点对点闭环管理）。
10月22日，新增本土确诊病例6例（郑州市5例、漯河市1例，均为隔离管控发现）。新增本土无症状感染者17例（郑州市11例，其中10例为隔离管控发现、1例为重点人群筛查发现；新乡市2例，其中1例为隔离管控发现、1例为重点人群筛查发现；鹤壁市、漯河市各1例，均为隔离管控发现；周口市1例；跨区域协查1例，点对点闭环管理）。
10月23日，新增本土确诊病例8例（郑州市7例，均为隔离管控发现），含无症状感染者转确诊病例1例（鹤壁市1例）。新增本土无症状感染者16例（郑州市12例，其中9例为隔离管控发现、3例为重点人群筛查发现；鹤壁市2例，均为隔离管控发现；开封市1例，为重点人群筛查发现；跨区域协查1例，为隔离管控发现）。
10月24日，新增本土确诊病例6例（郑州市6例，均为隔离管控发现）。新增本土无症状感染者19例（郑州市15例，其中12例为隔离管控发现、3例为重点人群筛查发现；濮阳市4例，均为外地返回人员，点对点闭环管理）。
10月25日，新增本土确诊病例3例（郑州市3例，其中1例为隔离管控发现、2例为重点人群筛查发现）。新增本土无症状感染者21例（郑州市20例，其中17例为隔离管控发现、3例为重点人群筛查发现；濮阳市1例，为隔离管控发现）。
10月26日，新增本土确诊病例5例（郑州市5例，均为隔离管控发现）。新增本土无症状感染者20例（郑州市20例，其中13例为隔离管控发现、7例为重点人群筛查发现）。
10月27日，新增本土确诊病例4例（郑州市4例，其中3例为隔离管控发现、1例为重点人群筛查发现）。新增本土无症状感染者16例（郑州市16例，其中13例为隔离管控发现、3例为重点人群筛查发现）。
10月28日，新增本土确诊病例3例（郑州市3例，其中2例为隔离管控发现）。新增本土无症状感染者24例（郑州市24例，其中20例为隔离管控发现、4例为重点人群筛查发现）。
10月29日，新增本土确诊病例7例（郑州市6例，其中5例为隔离管控发现、1例为重点人群筛查发现；南阳市1例，为外地返回人员，点对点闭环管理）。新增本土无症状感染者26例（郑州市26例，其中21例为隔离管控发现、5例为重点人群筛查发现）。
10月30日，新增本土确诊病例6例（郑州市5例，均为隔离管控发现；南阳市1例，为外地返回人员，点对点闭环管理）。新增本土无症状感染者36例（郑州市35例，其中26例为隔离管控发现、9例为重点人群筛查发现；漯河市1例）。
10月31日0-24时，新增本土确诊病例13例（郑州市13例，其中7例为重点人群筛查发现、6例为隔离管控发现）。新增本土无症状感染者91例（郑州市82例，其中64例为隔离管控发现、18例为重点人群筛查发现；南阳市8例、商丘市1例，均为外地返回人员，点对点闭环管理）。无新增境外输入确诊病例和无症状感染者。2例本土确诊病例治愈出院（濮阳市、漯河市各1例）。

### 2022年11月
11月1日6时起，鄭州市疫情防控指挥部决定解除原有管控区域，恢复正常生产生活秩序，进入“局部封控”和“有序放开”并存的阶段。
11月2日起，郑州航空港经济综合实验区实行7天全域静态管理。
11月3日下午，郑州市召开新闻发布会。会上通报，11月1日，郑州全市新增阳性病例358例，其中：确诊病例64例、无症状感染者294例；2日，郑州全市新增阳性病例167例，其中：确诊病例35例、无症状感染者132例。本轮疫情于10月4日由万邦市场外地来郑货车司机引发，随后通过火车站、医院、学校等多链条、多点位传播扩大，形成交织扩散、迅速蔓延、散发、高发的发展态势。经专家分析研判，郑州新增病例主要集中在中原区、二七区和高新区3区的重点人群中，其他区县（市）社会面持续有零星散发病例，均在管可控，没有重型和危重型病例。郑州全市2558家规模以上企业，已经复工2298家，占比90%。网络上也出现了郑州要封城的传言，也有一些市民开始囤积抢购。发言人表示相关信息是谣言。
11月8日，河南省新增本土确诊病例159例（郑州市159例，其中95例为隔离管控发现、42例为重点人群筛查发现、13例为社区筛查发现、9例为主动就诊发现）。新增本土无症状感染者888例（郑州884例，其中757例为隔离管控发现、67例为重点人群筛查发现、46例为社区筛查发现、14例为主动就诊发现；洛阳市2例，其中1例为隔离管控发现、1例为社区筛查发现；鹤壁市、许昌市各1例，均为隔离管控发现）。新增境外输入无症状感染者2例，无新增境外输入确诊病例。1例本土确诊病例治愈出院（郑州市1例）。6例无症状感染者解除医学观察，其中本土2例（安阳市、濮阳市各1例），境外输入4例。
11月11日，河南省新增本土确诊病例107例（郑州市106例，其中74例为隔离管控发现、7例为重点人群筛查发现、15例为社区筛查发现、10例为主动就诊发现；鹤壁市1例，为无症状感染者转确诊）。新增本土无症状感染者2057例（郑州2051例，其中1870例为隔离管控发现、51例为重点人群筛查发现、116例为社区筛查发现、14例为主动就诊发现；开封市2例，均为重点人群筛查发现；焦作市2例，均为外地返回人员点对点闭环管理；安阳市1例，为外地返回人员点对点闭环管理；信阳市1例，为重点人群筛查发现）。新增境外输入无症状感染者1例，无新增境外输入确诊病例。2例本土确诊病例治愈出院（济源示范区2例）。7例无症状感染者解除医学观察，其中本土5例（焦作市3例，郑州市2例），境外输入2例。
11月12日，郑州市疫情防控指挥部表示郑州二砂文化创意园不再作为方舱医院建设。
截至11月14日，已有多地报告多例河南登封相关武术学校返回学生阳性。
11月16日，部分郑州大学学生聚集提出诉求，反对过度防疫。
11月25日0时到11月29日24时，郑州八区實行流动性管理，每日进行核酸检测。在这5天时间里，高风险小区单元居民足不出户。另外鄭州當局表示防疫期間嚴禁對安全通道封門上鎖。
11月26日晚，郑州市疫情防控指挥部社会防控部执行副部长李洪涛表示，郑州将实现社会面基本清零，11月30日转入常态化动态清零，城市生产生活秩序将陆续恢复。除新郑市决定顺延各项临时管控措施至11月29日24时之外，中牟县、登封市、新密市、荥阳市除高风险区外的其他区域停止集中核酸筛查，恢复低风险区管理。11月26日當天，河南新增本土确诊病例169例，无症状感染者799例。
11月30日起，郑州市除高风险区外，其他区域解除流动性管理，转入常态化疫情防控。商超、菜市场、理发店等生活必需场所（机构）恢复营业，电影院、图书馆、体育馆、餐饮等场所有序开放，KTV、游戏厅、洗浴足浴、美容场所、剧本杀、麻将馆（棋牌室）、网吧等暂不开放，公交、地铁全面恢复班次。核酸采样小屋恢复正常运行，但对于无社会面活动人员无出行需求，可不做核酸检测。

### 2022年12月
12月4日起，郑州市各KTV、游戏厅、洗浴足浴、美容场所、剧本杀、麻将馆(棋牌室)、网吧等在严格落实好扫码、测温、戴口罩，查验48小时内核酸检测阴性证明等疫情防控措施的前提下，恢复开放。出入小区、乘坐公交、地铁、出租车(网约车)等市内公共交通工具、进入其他公共场所不再查验核酸检测阴性证明。

### 2023年1月
1月9日，河南官方宣布，截至1月6日，全省COVID-19病毒感染率為89.0%。

## 争议事件

### 郑州郭偉鵬事件
2020年3月11日，郑州市确诊1例境外输入性确诊病例。患者郭偉鵬，为30岁男性，住郑州市二七区蜜蜂张街道京北社区中原东路73号楼，职业为浩昶劳务派遣公司派遣到郑州市交通运输局执法支队郑东新区执法大队劳务人员。郭偉鵬3月1日由北京首都机场乘EY889航班飞往阿联酋阿布扎比，2日由阿布扎比乘EY81航班飞往意大利米兰，6日由米兰乘EY88航班飞往阿布扎比，转乘EY888航班于北京时间3月7日8时50分抵达北京首都机场，经测体温正常出航站楼后，乘坐机场大巴于10时30分至北京西站，之后在北京西站乘K267列车返回郑州。其后两天在未报告境外行程的情况下，乘坐地铁等公共交通工具去单位上班。3月10日8时，公安民警和社区工作人员赶至居住地，由120救护车将郭偉鵬转运至二七区集中隔离点，之后于3月11日确诊。经调查，郭偉鵬密切接触者遍及11个城市。郭偉鵬因故意隐瞒3月初的出境史，已被郑州市公安局大学路分局立案侦查。3月28日，郭偉鵬出院。其后，公安机关决定对犯罪嫌疑人郭偉鵬采取刑事强制措施。4月3日，鄭州市二七區人民法院以妨害傳染病防治罪，判處郭偉鵬有期徒刑1年零6个月。

### 核酸检测公司负责人被指“传播病毒”
2022年1月12日，许昌市公安局通报负责新冠病毒核酸检测的郑州金域临床检验中心有限公司负责人“实施引起病毒传播或者有传播严重危险的行为”，以涉嫌刑事犯罪立案侦查，案件正在进一步办理中。该公司其后发表声明，称同月2日接许昌下属禹州市卫健部门通知，到禹州进行疫情防控筛查，当地工作人员立刻投入工作，从郑州调拨相关技术人员和大批量物资参与防控筛查。针对员工违法的事情，声明表示正调查具体情况。事件曝光后，网上责备声音不断，质疑该公司“恶意播毒”，也有传言指该公司在当地丢失检测样本，事后伪造检测结果。面对相关质疑，金域医学再度发表声明，澄清工作人员在当地展开工作时严格遵守包括传染病防治法等法律法规，不存在上述情况。

### 郑州大学一女学生私自外出染疫事件
2022年5月5日，郑州大学发布《关于配合落实疫情防控措施的紧急通告》，该校南校区学生王某某出现核酸检测异常的情况，自即时起全校强化静态管理措施，暂停校内人员流动，取消堂食，并要求5月1日以来去过南校区的师生，尽快向所在单位报告。5月6日晚，郑州市二七区新冠肺炎疫情防控指挥部发布消息称，4人因违反疫情防控规定被依法处理。其中包括病例王某某（女，20岁）不执行防疫政策，擅自外出、进出饭店不扫码，故意隐瞒活动轨迹，最终被确诊，涉嫌妨害传染病防治罪。根据流调通报，王某某是郑州大学南校区音乐学院2021级学生，5月1日下午4点，曾与同校男友从郑州大学南校区金水河西侧闸口外出。5月5日凌晨3点左右，该学子出现发热状况，早上7时左右醒来后温度正常。中午13时左右，因宿舍开空调，自觉发热，前往郑大五附院发热门诊就诊，17：30时核酸初筛为阳性。男方暂时未确诊。后确认该名女生5月3号的核酸检测结果为其室友冒名顶替。经流调，确诊女生于5月4日公布的其他感染者存在行程交集。该学生确认感染后，导致郑大南校区5000人被隔离，1000名师生需要转运至焦作市异地隔离。北区学生因为去过南区，也在凌晨被带去体育馆隔离。5月19日，有媒体援引郑州大学一工作人员说法称，该私自外出女生已经被自动开除，对室友的处罚要等警方进一步的调查结果。截至5月8日17时30分，郑州大学已有11名学生确认感染。

### 河南村镇银行储户返豫健康码赋红码
2022年6月，河南有多家村镇银行因遇到资金危机，无法提供取款服务，涉及数百亿银行存款， 一些储户表示焦虑，前往省会郑州维权。尽管他们的核酸检测为阴性，但健康码被赋“红码”。有媒体解读称，措施可能是为了防止维权事件发生。仍在外地的储户的健康码也出现了赋红码的情况，原因不明。而同行的储户家属的健康码则一直是绿色。其后郑州市卫健委服务热线工作人员回应查询时证实确有此事，建议储户先做三天两检（三天内两次核酸检测）再转码。郑州市12345工作人员表示是“因大数据信息库出现了一些问题”。《环球时报》前主编胡锡进对此发文警告称，各地的健康码应只应用于纯粹的防疫目的，“在任何情况下都不应被地方政府用于与防疫无关的其他社会治理目标”。

### 民权县全域人员临时赋码
2022年7月下旬，商丘市民权县出现本土疫情。8月3日，民权县发出“全域人员赋码管理通知”，决定对全域人员赋码管理，其中绿洲街道、南华街道、北关镇、王桥镇、老颜集乡、白云寺镇、野岗镇等7个高风险区人员赋红码管理，伯党乡、花园乡、胡集乡、人和镇、双塔镇、孙六镇、王庄寨镇、林七乡、褚庙乡、庄子镇、程庄镇、龙塘镇等12个中风险区人员赋黄码管理。此前自7月25日以来，民权县静态管理已超过9天，并提出“对7月20日以来进入民权县域停留4小时以上，目前已离开民权县域人员赋黄码管理”。8月4日，商丘市疫情防控指挥部发布回应称，在发现该情况后立即进行了纠正。

### 郑州富士康疫情
2022年10月以来，鄭州市的疫情波及鄭州富士康，富士康向紐約時報證實有員工被隔離。有員工表示，陽性感染者被封在爛尾樓，環境極其惡劣，甚至沒飯食無藥醫治，大量工人被迫強行徒步回家。鴻海集團發聲明表示，「鄭州富士康園區約2萬人確診」是嚴重不實訊息。
10月29日晚间22点30分，禹州市、长葛市、沁阳市、许昌市魏都区和西华县等五地发布致在富士康工作人员的公开信，表示做好了当地户籍员工返回家乡的准备。孟州市一些地方派出了多辆大巴前往郑州航空港经济综合实验区高速路口接回在郑州富士康上班的当地籍贯員工。
10月30日，鄭州富士康一位行政办公人员向第一財經记者表示，鄭州富士康厂已經闭环管理十几天，而且当地政府已向鄭州富士康派驻驻厂工作组。還有一位郑州富士康行政办公人员告诉《科创板日报》记者，郑州富士康正在开展员工返乡意愿登记。
10月31日，郑州航空港区的微信公众号表示，河南省、郑州市、航空港区已增派工作组到富士康园区，省、市、区疫情防控指挥部向富士康园区增派200名核酸人员，增加核酸检测点，连续开展多轮核酸检测。富士康科技集團iDPBG事業群負責人接受河南日報「頂端新聞」採訪時表示，富士康在10月10日開始富士康每天一輪全員核酸檢測。10月13日就啟動閉環管理。10月16日，園區外居住的富士康員工均已集中入住宿舍、酒店、學校等場所。員工集中後公司實施了閉環管理、點對點通勤，並對車間工廠、辦公室、宿舍、班車消殺，發給員工防疫物資。10月17日起實行分事業群就餐，錯峰上下班。10月19日起在每個樓棟都設置了檢測點。當天停止餐廳堂食，實行分餐配餐，免費為員工提供一日三餐。10月21日起開始實行「核酸+抗原」一天兩檢。從10月29日至11月1日期間，已逐步恢復堂食。
11月1日，富士康郑州科技园出台“激励新政”，对于当日正常出勤的员工，将出勤补贴标准由现标准100元/天，提高到400元/天。同日河南省省長王凱到鄭州航空港經濟綜合實驗區調度指導疫情防控工作，期间視察了富士康鄭州科技園的生產廠區、生活社區。另外有網民在推特上发布影片，傳出富士康鄭州廠726宿舍員工因染疫而身亡。鴻海集團表示，相关影片為惡意剪輯，鄭州園區並無相關死亡事件，并表示集团已向公安机关报警处理。河南地方政府动员基层干部和党员以及退伍军人到郑州富士康工作，并给予各种奖励和补贴，以填补富士康的劳工短缺。
11月5日，国务院联防联控机制新闻发布会批评部分城市随意“静默”、“封城”代替管控，并指名河南省郑州市。
11月23日，鄭州富士康再傳出爆發暴力抗議，網傳員工不滿簽新合約與招聘條件不符。有維護治安的工作人員與富士康員工打鬥，現場曾冒起白煙，疑似是釋放催淚彈或有人用滅火筒噴射白色粉末；另有大批員工推倒鐵皮圍欄，步行離開富士康園區。过程中工人和警察爆发了冲突，引发外界批评。当晚，鴻海集團发表聲明，指出津貼一向按合約內容履行、員工並無混住、持續與員工及當地政府做好溝通，並強調鄭州廠區正常生產。

### 社区党组织书记缺席女儿成人礼
2022年11月6日，郑州召开新冠疫情防控第三十四场新闻发布会。会上郑州中原区桐柏路街道平安街社区书记刘红英称“前几天是我女儿18岁生日，然而我却缺席了她的这场成人礼”并一度哽咽，引发网民热议。随后，其在社区服务中心拿喇叭喊话称“我怎么啦？都是为人父母，我错了吗？”并强调“再说我的稿子，都是审核过的，不是我一个人想说什么就说什么。”11月9日，有网友发布刘红英对阳性病人隔离安排、协调的视频，视频中刘称“身边太多人感染了，它其实就是一个轻微感冒。”

### 郑州部分小区出门要填政治面貌
2022年11月7日，郑州市管城区十八里河街道澜湾社区部分小区居民称物业工作人员要求其出门时填写登记表，表格包括职业、政治面貌等防疫无关信息。居民在社交媒体爆料后引发热议。部分网友认为这属于层层加码。澜湾社区负责人称信息由办事处负责收集，政治面貌信息有助于让社区发现能为抗疫服务的人员，收集其他信息则是「大数据」管理需要，但不登记也可出入小区。十八里河街道负责人则称该登记表是社区制作的，街道不知情。在潇湘晨报记者咨询后不久，该登记表中政治面貌一栏已被删除，物业随后又发通知称出入不需要填写此表。

### 在全国重点文物保护单位兴建方舱争议
2022年11月，媒体报道称，郑州二砂文化创意园将建设方舱医院。而早在2019年10月，郑州第二砂轮厂旧址入选第八批全国重点文物保护单位名单。11月9日上午，郑州市相关部门表示，强调在二砂建设方舱医院确有其事，但并不会对文物本体造成损坏。11月12日上午，郑州市疫情防控指挥部表示，不再将郑州二砂文化创意园作为方舱医院建设。国家文物局已向下级单位作出指示，不会再出现此类（改建）行为。

### 许昌核酸机构回款问题
2022年11月8日，网络上流传一份通知截图。通知称许昌博奥润康医学检验实验室从2021年1月起一直承担许昌城区的核酸检测任务，人工及材料耗费甚高，但各区县均未及时汇款，导致实验室无法正常运转，因此将于11月11日暂停接受核酸样本。上述通知再度引发核酸检测造成各地财政压力的讨论。次日，该机构称回款问题已经解决。

### 郑州120拒绝女婴送医延误导致死亡
2022年11月16日，周口市淮阳区居民李宝亮在网上发布求助信称，自己4个月大的女儿在11月14日突然出现剧烈呕吐和腹泻症状，拨打120求助后，12时34分左右120急救车来到，但医护人员没有看到孩子，以“病情不严重”为由拒绝拉走就诊并离开。经过反复沟通，接近晚上11点，他的女儿才被送到了近一百公里之外的登封市阳城医院救治，后于15日凌晨3时抢救无效死亡。李宝亮认为，正是因为以上的各种延误才导致女儿错过最佳治疗救治时间而夭折。11月20日，郑州市纪委监委公布调查结果，决定对集中隔离点专班负责人高某某、曲某某及集中隔离点驻点医生姚某、郑州市紧急医学救援11号急救站医生李某、定点医院医生孟某某谈话提醒、批评教育、诫勉和党纪政务处分。

### 郑州社區放話外來人員就地正法
2022年11月，网络流传鄭州金水區一處社區大門處播放著喇叭喊話「外來人員格殺勿論、就地正法」的影片，引起熱議，也遭到网民批評。鄭州市金水區大石橋街道辦與當地社區工作人員22日表示，該行為是物業自發，發現之後已經糾正制止，强调可能是外來人員進入到該社區內做核酸檢測，引起社區內業主不滿所導致。

### 郑州核酸检测结果查询系统故障
2022年11月26日，有大量网民反馈，郑州市城市综合服务平台“郑好办”出现问题，网民在“核酸检测结果查询”处，随意输入名字、身份证号即可查询核酸阴性报告。例如姓名栏处输入“奥特曼”“白骨精”“喜洋洋”等名字，身份证栏处输入任意非身份证号码的数字，均能查询出近日的核酸阴性报告。到当日下午3点，记者在“郑好办”上输入虚拟的姓名和身份证号查询核酸检测报告结果，已无法查询。郑州市大数据管理局表示，相关技术已升级，系统已恢复正常。